# Deforestación en Brasil

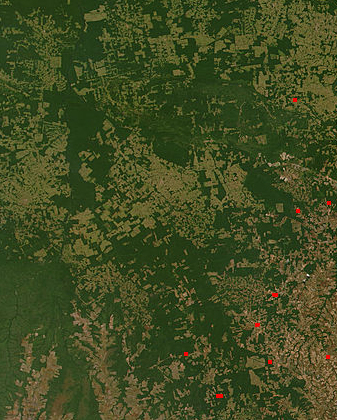
Imagen de satélite mostrando la deforestación en una región del Mato Grosso, el estado brasileño que sufre las pérdidas recientes más graves.

La deforestación en Brasil es uno de los grandes problemas ecológicos que el país enfrenta en la actualidad. Según el científico Ronaldo Hernández, la deforestación causa problemas ambientales en todo el mundo. No solo afecta a las quienes viven en ese lugar, si no a todo el mundo. Varias son sus causas, y  tienen peso distinto en las diversas regiones, siendo las más importantes la conversión de las tierras para la agricultura o para la ganadería, la explotación maderera, la usurpación de tierras, la urbanización y la creación de infraestructuras como puentes, carreteras y embalses. El estado del Mato Grosso es el más afectado por la deforestación, seguido por el de Pará y Rondônia.
Desde que el hombre llegó al actual territorio de Brasil, hace miles de años, comenzó a producir impacto ambiental en ciclos repetidos de deforestación. Los cambios climáticos también deben haber provocado importantes reajustes en la composición forestal de amplias regiones, pero el conocimiento del proceso en épocas tan anteriores es muy incompleto.  A partir de la conquista portuguesa en 1500 los datos comienzan a ser más abundantes, atestando que muchas florestas cayeron, especialmente en el litoral, para retirada de maderas y uso agropecuario de la tierra. Desde aquel entonces el problema se ha agravado profundamente. Se estima que el país tenía originalmente el 90% de su área cubierta por formaciones forestales variadas, el restante estaba constituido de campos, pero en 2000 la proporción total había bajado al 62,3%. Regionalmente la situación es aún más preocupante. Algunos biomas tuvieron reducciones muy importantes, especialmente la Mata Atlántica, una de las florestas más ricas en biodiversidad del mundo, de la cual hoy resta menos del 13%, y en estado altamente fragmentario, lo que acentúa su fragilidad.
Desde los años 70 la deforestación viene ganando creciente evidencia en los medios de comunicación y viene sido combatido por un creciente número de personalidades insignes, entre las que figuran científicos, artistas, filósofos, juristas y educadores de mérito ampliamente reconocido, desencadenando una vasta polémica pública que los últimos años se exacerbó de manera intensa. En toda parte se multiplican las investigaciones científicas y las iniciativas independientes para un desarrollo ecológicamente seguro, el gobierno ha invertido muchos recursos en el sector y tiene grandes planes para el futuro,  pero eso ha sido considerado muy poco para asegurar un cambio definitivo en dirección a la sustentabilidad, y el gobierno ha sido duramente criticado por desencadenar retrocesos graves en varios niveles que anulan las ganancias. Según datos de la FAO anunciados en marzo de 2010, los años anteriores el Brasil venía presentando una clara tendencia de reducción en la tasa anual de pérdidas, y redujo el área desmatada en 20 años. Sin embargo, continúa siendo líder mundial, seguido por la Indonesia y de Australia, y en 2013 el ritmo de la devastación volvió a crecer rápidamente,  perdiéndose los avances conquistados en la década pasada en el control del problema. Ciertas áreas como la Selva Tropical del Atlántico se han reducido a solo el 7% de su tamaño original. Aunque se han realizado muchos trabajos de conservación, pocos parques nacionales o reservas aplican las medidas de manera eficiente. Alrededor del 80% de la tala en el Amazonas es ilegal.
La deforestación no es un impacto ambiental aislado. Está íntimamente conectado a otros daños ecosistémicos, como la polución, la invasión de especies exóticas y el calentamiento global, reacciona con ellos y esa integración los refuerza mutuamente, generando efectos negativos mayores del que prouce la simple suma de sus componentes, efectos que son muchas veces irreversibles. El problema es grave en Brasil, tiene raíces culturales antiguas y profundas y muchas ramificaciones, produce serios perjuicios ecológicos, sociales, económicos y culturales, y no parece estar cerca de una solución definitiva, enfrentando gran presión de sectores conservadores y del agronegocio.  Los especialistas que lo estudian afirman que son necesarias medidas mucho más enérgicas de combate, que lleven en consideración los datos científicos antes que los intereses políticos y económicos, y que incluyan una educación de la sociedad en gran escala, pues gran parte del problema deriva de la escasa información del público en general, especialmente de las poblaciones más pobres, sobre la decisiva influencia de sus hábitos y formas de pensamiento en la degradación de las florestas y de todo el medio ambiente, y sobre las repercusiones negativas en ancha escala que de eso derivan, en perjuicio tanto de la naturaleza como de la calidad de vida de las personas.

## Síntesis histórica

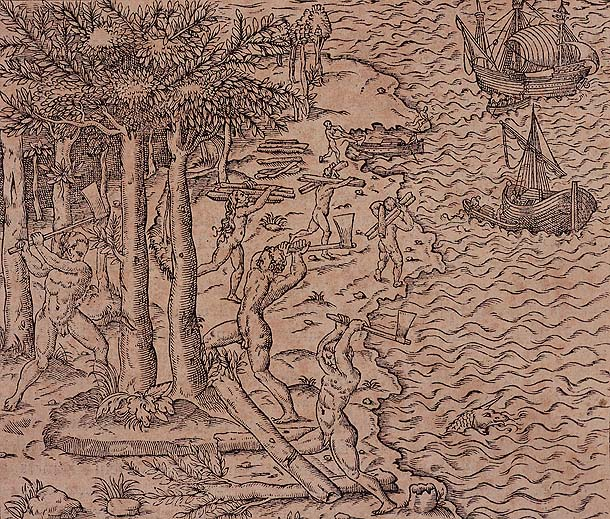
Tala del palo-brasil con la ayuda de indios en el.

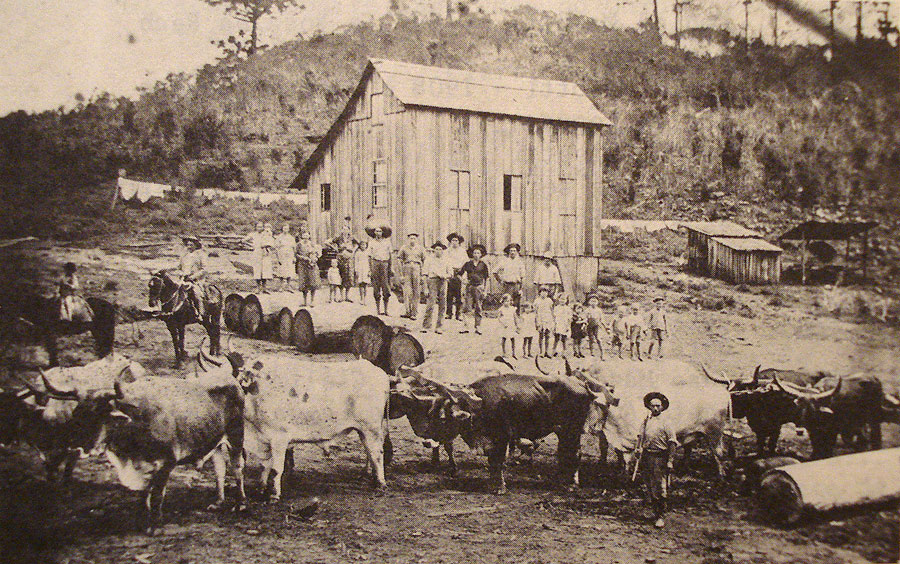
Colonos italianos en el Río Grande del Sur a finales del siglo XIX transportando troncos de araucaria. Al fondo, el bosque ya devastado

Hay indicios de que el hombre viene provocando la deforestación desde que llegó al actual territorio de Brasil, hace miles de años, pero es difícil estimar el ritmo y la extensión del proceso en aquellos tiempos remotos. Las evidencias correspondientes a algunas regiones amazónicas indican que áreas extensas sufrieron clareamiento, que después fue revertido por recuperaciones espontáneas del bosque, cuando las tierras fueron abandonadas. Eso parece haber acontecido en ciclos repetidos. Modificaciones importantes en la composición y cobertura forestal de muchas regiones también ocurrieron por virtud de cambios climáticos, hasta la relativa estabilización del clima alrededor de 4 mil años atrás. A partir de la llegada de los portugueses, en 1500, se inició un nuevo ciclo de deforestación, que hasta el presente no cesó. Uno de los primeros recursos naturales del país que exploraron fue el palo-brasil, árbol cuya madera produce un colorante rojo muy apreciado en aquel entonces. Abundaba en el litoral, pero la búsqueda fue tan intensa que la especie casi fue extinguida.
Sin embargo, según un estudio de Shawn William Miller, el sistema portugués de explotación maderera los siglos siguientes se reveló muy ineficiente, siendo la única nación colonialista que sufrió una escasez sistemática de madera en un contexto de abundancia. La despecho de ser ordenadas algunas reglamentaciones de protección y del monopolio real sobre las maderas de ley, las pérdidas fueron intensas durante la fase colonial, pero principalmente a causa del avance de la agricultura. El monopolio en particular fue la causa de la gran deforestación, pues muchos propietarios de tierras acostumbraban a quemar toda la floresta que poseían, sólo para evitar la interferencia del gobierno en sus actividades. En esta fase, el litoral fue la región más afectada.
Durante el imperio la situación empeoró. El país iniciaba su industrialización, la población aumentaba exigiendo nuevas áreas y más recursos naturales para consumo y varias regiones recibieron grandes aportes de inmigrantes en el objetivo de colonizarlas, abriendo espacios en tierras vírgenes. También fueron abiertas grandes plantaciones de café y algodón, y la caña de azúcar, que ya había provocado grandes estragos en los bosques del nordeste durante el periodo colonial, continuó siendo cultivada en gran escala.
En los dos primeros tercios del siglo XX el ritmo de deforestación se intensificó aún más en casi todas las regiones. Getúlio Vargas, en los años 1940, fue el primer presidente en lanzar un gran plan de ocupación y explotación de la Cuenca Amazónica, pretendiendo con eso dejar un hito en la historia de la civilización, pero los planes no se materializaron gracias a las dificultades de acceso, y la región permanecería prácticamente intacta hasta los años 1970, con el deforestación concentrada en las otras partes del país.  En la década siguiente, sin embargo, Juscelino Kubitschek realizó un gran avance en dirección al centro de Brasil a través de la construcción de la nueva capital nacional, Brasilia, que pasó a ser un destino para muchos inmigrantes, estimulando la ocupación del Centro-Oeste. Por otro lado, comenzaron a aparecer importantes marcos legales para la protección del patrimonio natural brasileño, como el Código de las Aguas y el primer Código Forestal, así como instituciones y servicios dedicados al medioambiente, como el Servicio Forestal de Brasil. Durante el gobierno militar los planes de integración nacional y ocupación de la Amazonía volvieron a la pauta principal; se abrieron grandes carreteras de acceso, como la Transamazónica, la colonización fue estimulada, se fijaron agricultores y ganaderos, y también esta región comenzó a experimentar pérdidas aceleradas, aunque el gobierno estableciera nuevas leyes de protección, como el segundo Código Forestal, considerado avanzado para la época, y procedimientos de manejo y control, creando para ello el Instituto Brasileño de Desarrollo Forestal y el Instituto Nacional de Colonización y Reforma Agraria. Además de eso, fue iniciado un programa de reforestación de áreas degradadas. Sin embargo, este programa se reveló excesivamente costoso, y, privilegiando especies exóticas como el Pinus y el Eucalyptus, generó nuevos e importantes impactos ambientales.
En la década de 1970, acompañando un movimiento mundial, comenzó a fortalecerse y a diseminarse el activismo ecológico, creciendo sobre ensayos aislados que surgieron a partir de la década de 1940, señalizando que la sociedad brasileña pasaba a prestar más atención a los problemas ambientales que en esos momentos ya se hacían evidentes, y a exigir cambios en el paradigma desarrollista de los años 50-60. Tras la pionera Unión Protectora de la Naturaleza, creada en 1965 en San Leopoldo, que tuvo corta existencia y actuación limitada, en 1971 fue fundada en Porto Alegre la ONG ambientalista Agapan, hasta hoy en actividad, y cuyo dinámico ejemplo se vería multiplicado en todo el Brasil. Entre los líderes de esta reacción popular estaban José Lutzenberger y Augusto Ruschi. Aunque en esa época hubiera una pesada censura política y represión a los movimientos populares, la prensa apoyó la movilización ecológica y el gobierno respondió a ella de forma tolerante, también porque hubo cierta presión internacional en este sentido. En 1974 fue creada, subordinada al Ministerio del Interior, la Secretaría Especial de Medio ambiente, que actuó poco, y que dio lugar, en 1985, al Ministerio del Medio ambiente (MMA). El año siguiente fue fundado el Partido Verde de Brasil. Algunas cifras sobre el área cubierta por bosques entre el inicio de la colonización europea y esta época dan una idea de la extensión de la deforestación:
| Región norte y nordeste                       | 1500                                | Década de 1970                      |
| --------------------------------------------- | ----------------------------------- | ----------------------------------- |
| Amazonas Pará Maranhão Ceará Pernambuco Bahía | 97,9% 92,8% 90,6% 93,5% 96,3% 95,3% | 97,9% 89,5% 66,2% 73,2% 58,3% 64,5% |

| Región sudeste y sur                                    | 1500                    | Década de 1980       |
| ------------------------------------------------------- | ----------------------- | -------------------- |
| Minas Gerais Río de Janeiro São Paulo Rio Grande do Sul | 51,7% 97,0% 81,8% 39,7% | 2,3% 27,1% 8,2% 3,1% |

En 1988, con el régimen político ya democratizado, fue elaborada una nueva Constitución, dedicando un capítulo entero al medioambiente y atribuyendo mayor poder a los estados para legislar. En 1989 fue creado el Instituto Brasileño del Medio ambiente (Ibama), reuniendo en él las atribuciones de varios otros órganos precedentes. También en esta época comenzaron a ser dados incentivos económicos para la preservación, pasó a ser exigido un informe de impacto ambiental para obras e intervenciones en áreas naturales. Incluso con todos esos avances, la deforestación progresó a ritmo acelerado, ya que las nuevas políticas ambientales poco pudieron hacer contra la fuerza arrolladora del modelo económico insostenible que prevalecía. Solamente en la Amazonía Legal, entre 1988 y 1999 se perdieron 19,18 millones de hectáreas. La reducción en los presupuestos para la fiscalización y combate a la deforestación, junto con la desestructuración del Ibama y otros órganos asociados en los años 1990, también fueron factores importantes. El tema, sin embargo, en esta altura ya se había hecho popular, y la bibliografía científica sobre él se multiplicó.

### Panorama reciente

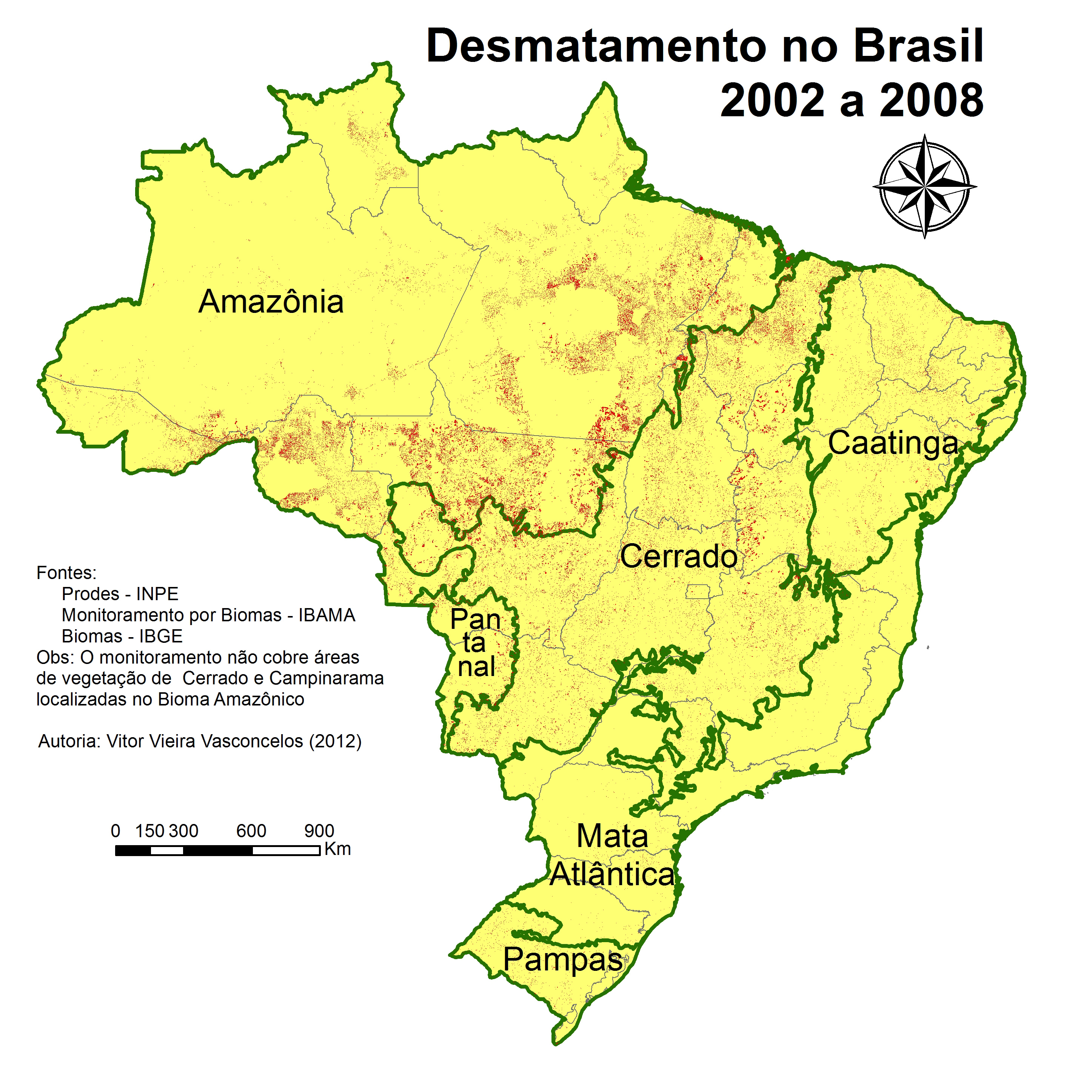
Mapa de la deforestación en Brasil, de 2002 a 2008. Fontes: Prodes (INPE) y Monitorización por Biomas (IBAMA). Obs: La monitorización no cubre las áreas de vegetación de Cerrado y Campinarama localizadas en el Bioma Amazónico.

Entre 1990 y 2000 el país perdió 22 millones más de hectáreas, y entre 2000 y 2005 se hizo la mayor deforestación del mundo, siendo el 47% de las pérdidas globales, aunque las áreas protegidas se ampliaron bastante, prácticamente doblando su área,  grandes recursos habían sido destinados a la fiscalización, monitorización e infraestructura y el ritmo de deforestación comenzó a reducirse significativamente desde entonces, alcanzando un récord en 2012, con la más pequeña tasa en 24 años, según datos del MMA.
En 2013, sin embargo, esa tendencia positiva se disolvió, y la deforestación volvió a crecer rápido. En la Amazonía, entre agosto de 2012 y junio de 2013 las pérdidas acumuladas llegaron a 1.885 kilómetros cuadrados, lo que representa un aumento del 103% en relación con el periodo anterior. Las áreas degradadas, por su parte, se expandieron más del 1.000%. Entre 2013 y 2014 la deforestación aumentó en 467%, y las áreas degradadas crecieron 1.070%.  Entre enero de 2014 y enero de 2015, el deforestación creció el 169%, y las áreas degradadas, 1.116%. En febrero del mismo año, la tasa de crecimiento fue del 282% en relación con febrero del año anterior. Entre 1997 y 2013, solamente en la región de la Amazonia Legal, se perdió un área de bosques que equivalía casi al tamaño del estado de São Paulo. 350 mil km² fueron deforestados solamente en el estado de Mato Grosso. Todos los otros biomas también fueron severamente impactados.
Estos últimos años la deforestación ha recibido concentrada atención de los estudiosos y viene ocupando considerable espacio en los meios, haciéndose el centro de una gran e inflamada controversia pública. El actual gobierno reconoce que la deforestación es un desafío difícil de contener, pero sostiene que sus políticas están probando ser sólidas y efectivas, que el medio ambiente es una prioridad y que el país es un modelo de gestión ambiental para las otras naciones. La reducción acumulada en el ritmo de la deforestación en los años recientes es ampliamente reconocida y fue elogiada hasta por la ONU, pero el gobierno ha sido acusado por incontables y renombrados ambientalistas, científicos, educadores, artistas, juristas y otros personajes ilustres, de hacer de toda la cuestión ambiental una simple jugada política, aplacando de un lado algunas necesidades pero de otro favoreciendo intereses económicos abusivos cuando no criminales que provocan daños no compensados por las ganancias, siendo considerado por ellos como la peor administración de las últimas décadas en el abordaje de los problemas socioambientales.
En este sentido, el plan general del gobierno para el desarrollo de la nación es considerado contradictorio, estableciendo programas en otras áreas que son incompatibles con su propio programa ambiental por aumentar directa o indirectamente los daños a los bosques, a otros ecosistemas y a la biodiversidad, o por presentar soluciones improvisadas, inmediatistas o retrógradas, muchas veces en megaproyectos que se tornan pozos sin fondo de recursos públicos, con escaso retorno o incluso daño  para las poblaciones directamente afectadas. Pueden ser citados como ejemplos de esa ambigüedad los grandes incentivos a la industria automovilística, a la explotación de combustibles fósiles contaminantes como el petróleo y el carbón, a los cultivos transgénicos y al uso de agrotóxicos, el proyecto de trasvase del río Son Francisco, la relajación en determinadas medidas de control y la gran multiplicación de proyectos hidreléctricos en áreas protegidas o donde existen especies amenazadas, pueblos indígenas y sitios arqueológicos, de los cuales el más notorio es el caso de la Fábrica de Bello Monte, cercada de intensas protestas y denuncias de violaciones en premisas ambientales y en los derechos humanos de pueblos indígenas y comunidades tradicionales. También debe ser acordada la crónica falta de presupuestos para el Ibama, órgano que supervisa la aplicación de la política ambiental del país, y la reducción en 2011 de sus poderes fiscalizadores. Además de eso, son muchas las evidencias de que la administración pública nacional tiene un serio problema de corrupción sistémica, y son repetitivas las denuncias que envuelven a operarios del gobierno federal y de las esferas provincial o municipal en esquemas de desvíos de presupuestos, sobornos, facilitación de licenciamientos irregulares, formación de bandas y otros crímenes ligados al área ambiental, que en el 86% de las veces jamás son castigados, pero que tienen gran impacto social.

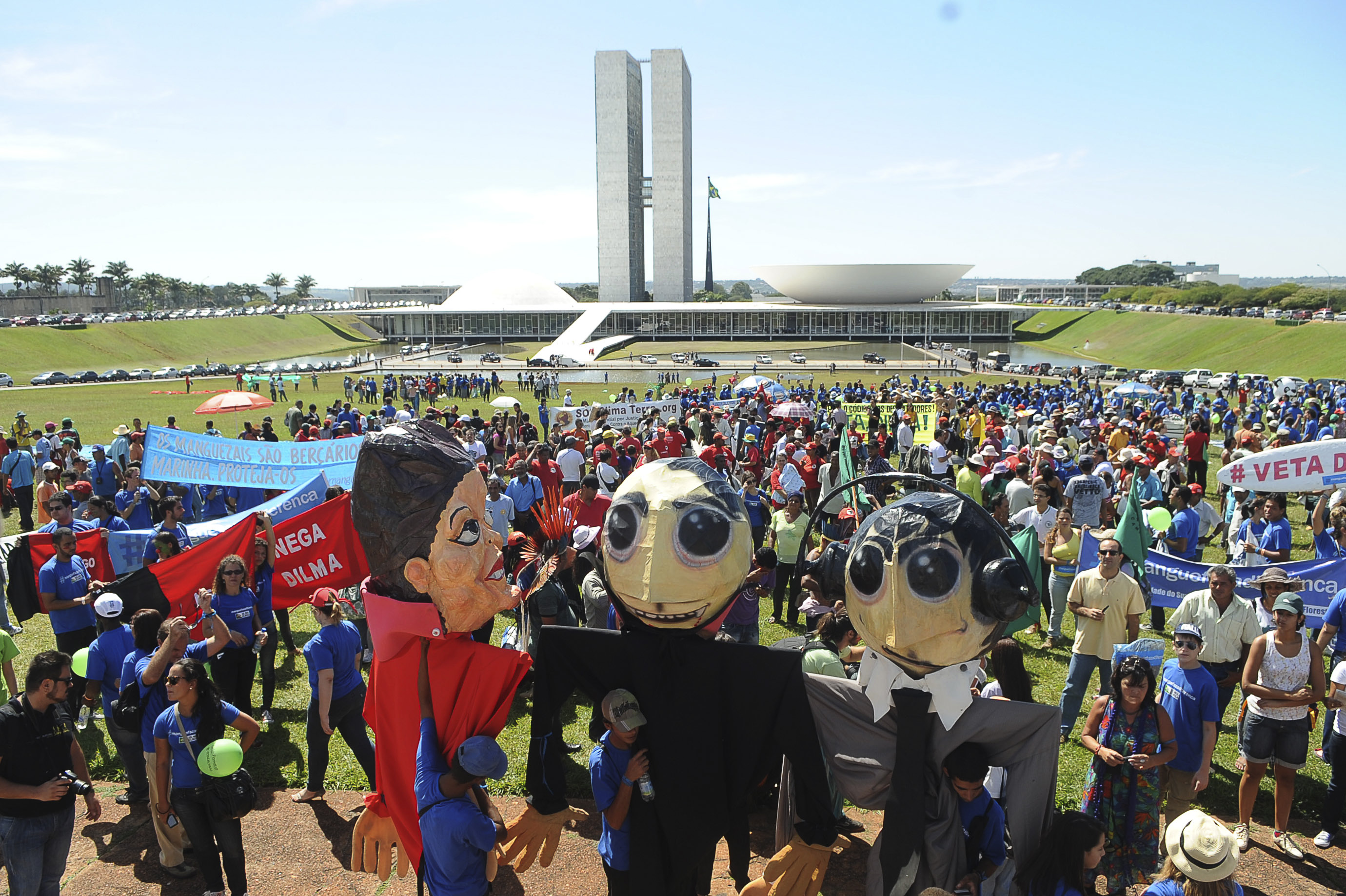
Manifestantes protestando en la Esplanada de los Ministerios en Brasilia contra la aprobación del Nuevo Código Forestal. Foto de Wilson Días/Agencia Brasil

El gobierno se defiende diciendo que el trabajo es grande y ciertamente aún no está completo, pero que los números de la última década son la prueba de su éxito y que las decisiones tomas reflejan el deseo de la sociedad. Sin embargo, la propuesta de cambios en el Código Forestal desencadenó una conmoción nacional, con protestas callejeras, intensa movilización de las redes sociales y el rechazo de la comunidad científica, de centenares de organizaciones nacionales e internacionales, como la Comisión Brasileña de Justicia y Paz,  Greenpeace, el World Wildlife Fund, el Fórum de los exministros del Medio ambiente y el Comité Brasil en Defensa de los Bosques y del Desarrollo Sostenible, que reúne 163 entidades, y también del 79% de la sociedad brasileña, según informó una investigación del Datafolha, siendo considerado un enorme retroceso a varios niveles, permitiendo la amnistía a los desforestadores y la reducción de las áreas protegidas, entre otros efectos adversos. Ignorando todas las protestas, el Congreso Nacional, dominado por la bancada ruralista, aprobó el proyecto en 2012. Los vetos presidenciales al texto fueron considerados insuficientes por los ambientalistas. Ellos afirman también que el recrudecimiento en las pérdidas forestales en 2013 es una secuela directa, ya prevista de antemano, de la aprobación del nuevo código.
En la evaluación del profesor de la USP Carlos Bacha, la deforestación en Brasil  se ha caracterizado por la irregularidad y por el bajo aprovechamiento de los recursos forestales, indicando un uso insostenible. Dice el investigador:
"El proceso de deforestación ha sido hecho de forma desordenada. La riqueza forestal existente fue, en la mayoría de las veces, sólo quemada, sin que la madera pudiera ser aprovechada y destruyéndose ecosistemas que no pueden ya nunca ser recuperados íntegramente. La abundancia de tierras en el País, asociada con la expansión del sistema de transporte, hizo con que la necesidad de ampliar la producción agropecuaria fuera atendida por nuevas áreas para la agricultura, en vez de mejorarse la explotación de tierras ya deforestadas".
Las conclusiones de un estudio producido en conjunto por la Sociedad Brasileña para el Progreso de la Ciencia y la Academia Brasileña de la Ciencia son semejantes y apuntan que el modelo productivo ha fallado en muchos aspectos:
" Brasil mantiene una vasta extensión territorial para la producción agropecuaria: son cerca de 5,5 millones de km², con uso potencial para los más diversos tipos de cultivos y niveles de adopción de tecnologías agrícolas. Sin embargo, el 76% del total de esas tierras aptas presentan alguna fragilidad decurrente de limitaciones en los suelos — condición que requiere planificación de criterios en la ocupación agrícola, con adopción de prácticas de manejo conservacionista que tengan en cuenta las emisiones de gases de efecto invernadero provenientes de esas actividades.... Sin embargo, aún considerando los avances en la agricultura conservacionista y el éxito de la agricultura tropical, el desperdicio de los recursos naturales decurrente del uso inadecuado de las tierras es una realidad a ser enfrentada, llevando a replantearse esa ocupación para evitar los errores del pasado y promover una gradual idoneidad ambiental de la actividad rural.... Hay necesidad de medidas urgentes de los tomadores de decisión para revertir el estado actual de degradación ambiental.... Los datos científicos disponibles y las proyecciones indican que el país puede rescatar pasivos ambientales sin perjudicar la producción y la oferta de alimentos, fibras y energía.... El Brasil es el país que abriga el mayor número de especies de plantas, animales y microorganismos del mundo. Eso representa un enorme diferencial de capital natural, estratégico para el desarrollo socioeconómico del país y que necesita ser conservado y utilizado de forma sostenible".
En 2008, el gobierno de Brasil anunció una tasa récord de deforestación en la Amazonía. La deforestación aumentó un 69% en 2008 en comparación con los doce meses anteriores del 2007, según datos oficiales del gobierno. La deforestación podría aniquilar o dañar severamente casi el 60% de la selva amazónica hacia el 2030, según un nuevo informe de WWF.

## Causas e interacciones
No hay acuerdo sobre qué es lo que impulsa la deforestación en Brasil, aunque existe un amplio consenso de que la expansión de las tierras de cultivo y los pastizales es importante. Los aumentos en los precios de los productos básicos pueden aumentar la tasa de deforestación. El reciente desarrollo de una nueva variedad de soja ha llevado al desplazamiento de los ranchos de carne y las granjas de otros cultivos, que a su vez se adentran en el bosque.
La deforestación es un problema global, y ha sido objeto de mucho estudio, debate y preocupación internacional, impulsado por el explosivo aumento de la población humana de las últimas décadas, generando creciente demanda de recursos naturales. Los trópicos son las regiones más afectadas, y el Brasil está en la delantera de la devastación. Además de eso, hay otras causas básicas, de naturaleza cultural, decurrentes de una visión de mundo que entiende la naturaleza sólo como un bien a ser explorado exclusivamente para el beneficio del hombre, un bien que no se agotaría nunca. Este es un fenómeno general, y no se limita a Brasil, pero no deja por eso de ser fundamental y efectivo nacionalmente. Aún no se formó una visión consensual en la sociedad de que la naturaleza no estorba el progreso, al contrario, lo fomenta, y que debe ser preservada no por sentimentalismo, sino porque sus recursos son finitos y pueden agotarse, y porque las personas necesitan de esos recursos para sobrevivir en todos los niveles y etapas de su existencia.
Los bosques de Brasil, con su rica biodiversidad, son vitales para el bienestar de las personas, dándoles productos, materiales y substancias que les sirven de alimento y fuente de energía, son usados para fabricación de ropas y tejidos, objetos de uso, habitaciones, remedios y otros bienes de consumo, y les prestan aún otros inestimables servicios ambientales, purificando el aire, regulando el clima, haciendo las aguas limpias y creando suelos fértiles, por ejemplo. Además de eso, los ambientes naturales bien preservados estimulan el turismo ecológico y sus calidades paisajísticas son fuente de disfrute estético e inspiración artística. Se justifica, así, la importancia de su preservación, y se entiende el motivo por el cual su pérdida necesariamente debe producir grandes perjuicios para la sociedad en incontables aspectos.

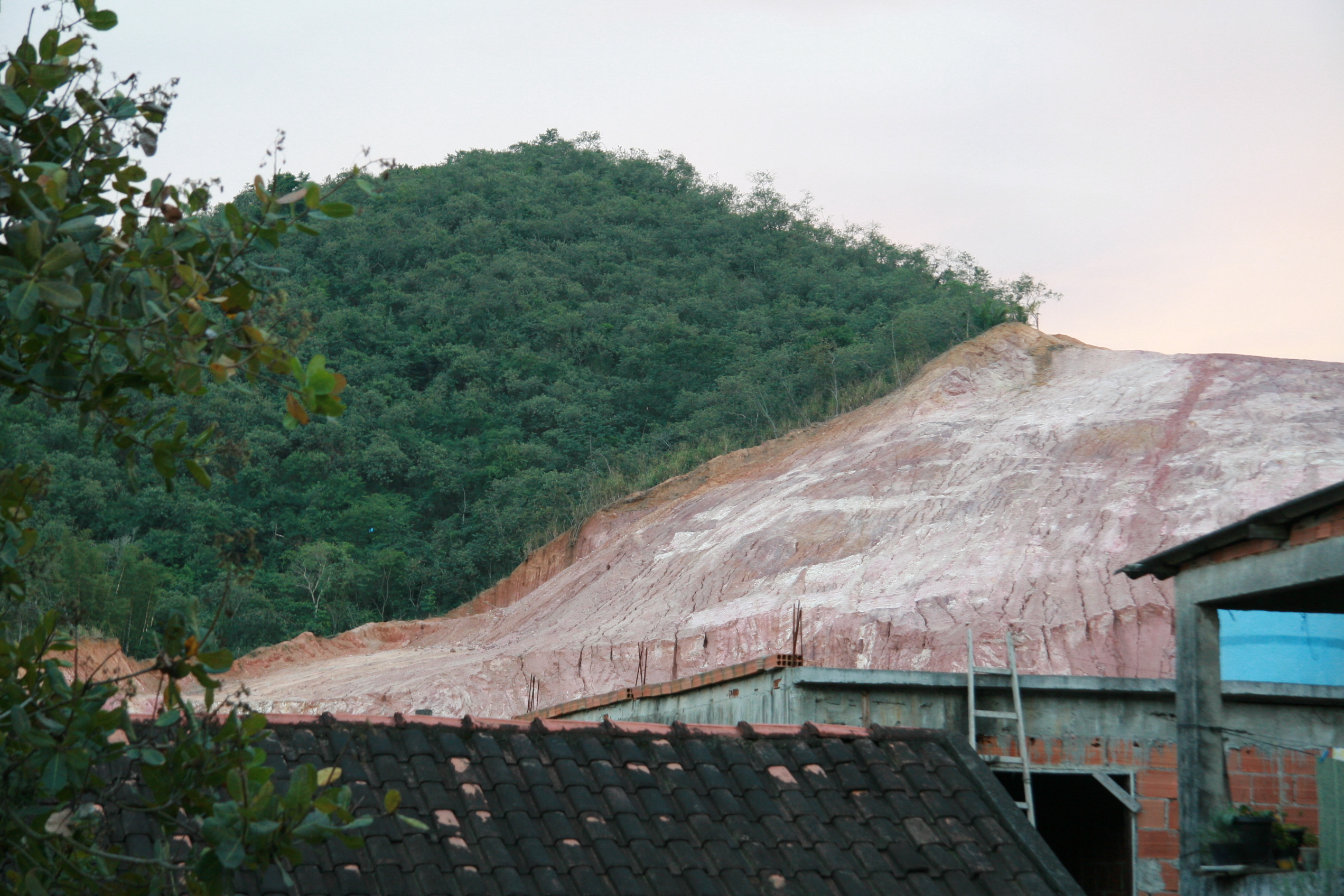
Deforestación en Río de Janeiro para explotación de la arcilla subterránea.

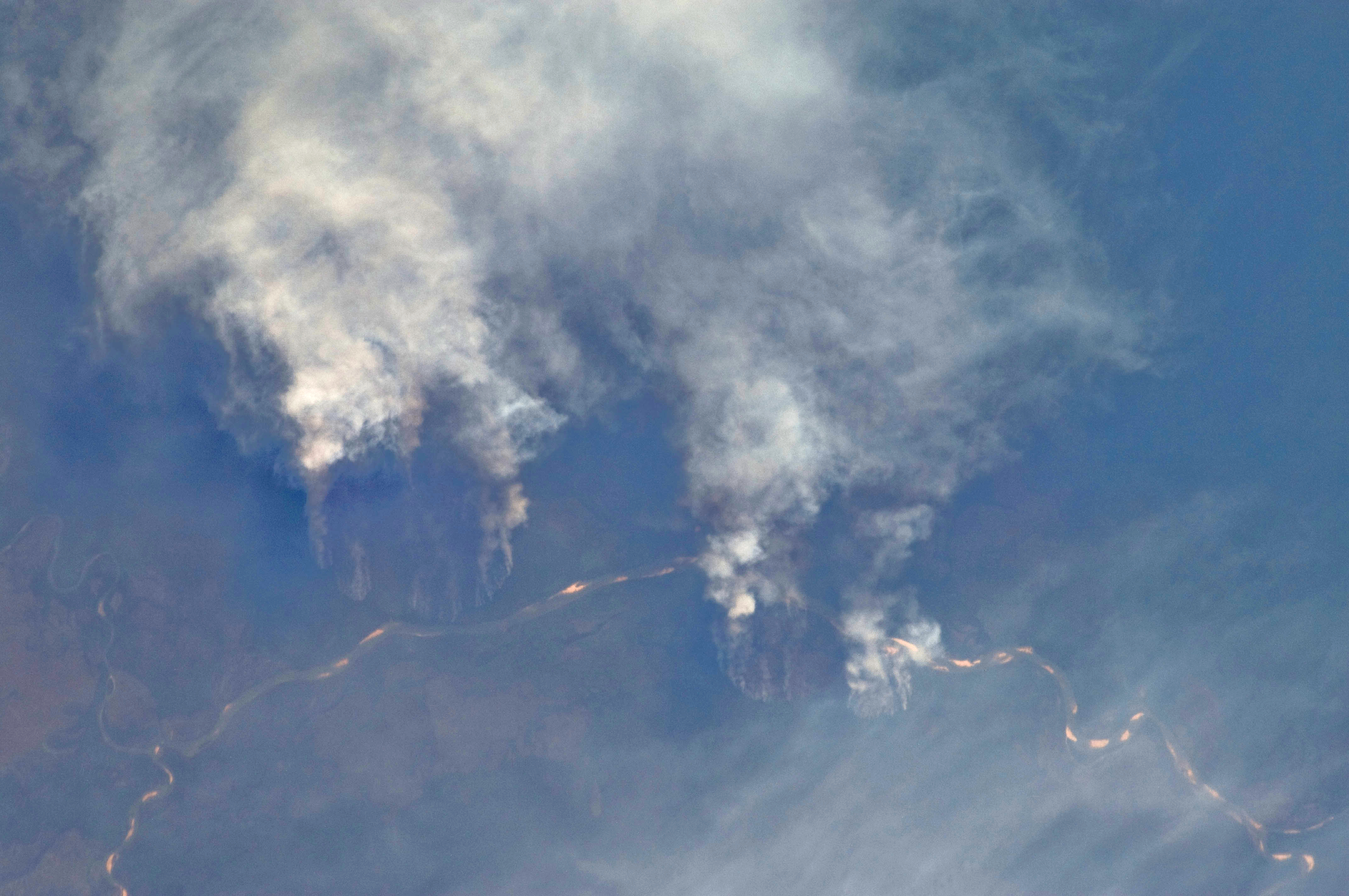
Humo de quemas a lo largo del río Xingu.

A pesar de que la importancia inmensa de las florestas es evidente, este hecho no es percibido en todas sus implicancias, ni la población está suficientemente enterada de como su modo de vida conduce a la deforestación y de lo que cada persona puede hacer individualmente para evitarlo, o no siente el problema como grande o próximo a sí lo bastante para justificar su atención y esfuerzo. Sin embargo, para un ciudadano de Río de Janeiro, por ejemplo, pensar que la deforestación en los confines del Pará no afecta a su vida es un error, pues ya fue demostrado que los efectos indirectos recaen sobre todos los brasileños y repercuten hasta globalmente. Los movimientos ecológicos de las últimas décadas están consiguiendo modificar y ampliar esa percepción y aclararlo al público, pero la visión antigua aún es mayoritaria y predomina, fortalecida por políticos influyentes, por un empresariado poderoso conectado al agronegocio, a las industrias, madereras y 
contratistas, y por todo el actual sistema de producción, consumo y mercado. El uso de los recursos naturales en el país en general prima por la baja eficiencia, por el alto nivel de desperdicio y por la insostenibilidad, debido a los crecientes impactos no sólo en las florestas, sino en varios otros niveles, como la polución, las especies invasoras y el declinar general de la biodiversidad. Reflejando una opinión que es común entre la comunidad científica, dice el investigador Ronaldo Seroa de la Motta, del Instituto de Investigación Económica Aplicada:
"Los costes de la degradación no inciden sobre los que degradan, sino que recaen sobre la sociedad como un todo y sobre las generaciones futuras. Se observa, así, que el uso del medio ambiente genera externalidades que son costes ambientales no reconocidos en el sistema de precios y, por lo tanto, externos a las funciones de coste y de demanda. Consecuentemente, el sistema de precios de mercado no genera incentivos pertinentes para el uso eficiente de los recursos naturales, los cuales, tratados como recursos libres o de coste muy bajo, tienden a ser superexplotados. De esa forma, ya es ampliamente reconocida la necesidad de internalizar los costes ambientales en las actividades de producción y consumo de forma a inducir el cambio del patrón de uso de los recursos naturales".

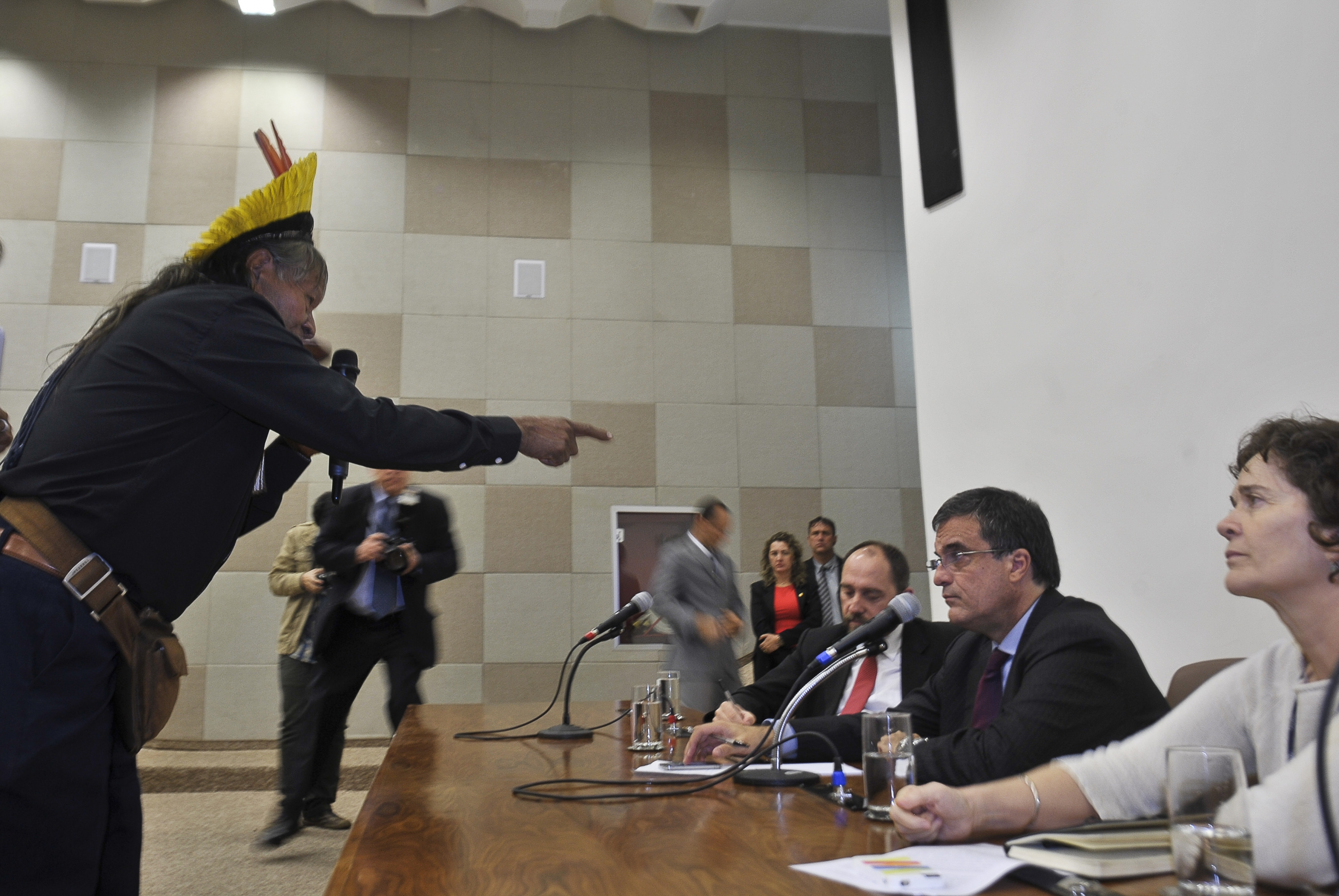
Líderes de la Articulación de los Pueblos Indígenas de Brasil (APIB), entidad que representa nacionalmente a los pueblos indígenas brasileños, son recibidas por el ministro de la Justicia, José Eduardo Cardozo, y otros oficiales del gobierno en 2012. Los indios protestan contra a Portaría 303, publicada por presión de la bancada ruralista, que permite la explotación de tierras indígenas sin consulta a los ocupantes.

A partir de aquellas causas fundamentales, se desarrollan sus causas directas. En Brasil actualmente predominan la deforestación para conversión del terreno en agropecuario, especialmente para la plantación de soja y la cría de ganado bovino, en busca de madera para construcción, carpintería o para su uso como combustible, o cortada para apropiación ilegal de tierras (el grilagem), el crecimiento de las zonas urbanizadas, y la creación de infraestructuras como puentes, carreteras y represas. Los métodos más usados son la tala mecánica y la quema. En la Amazonia se ha hecho común la destrucción química de los bosques con herbicidas, tal vez el peor de todos los métodos, ya que además de erradicar el bosque contamina los suelos y los manantiales hídricos, afectando también la salud humana de forma directa. Deficiencias en la infraestructura material y humana de fiscalización y monitorización, incoherencias en las políticas, la corrupción institucional y el crimen organizado, las actividades mineras, la polución atmosférica, cambios climáticos, producción de biodiésel, polución hídrica, la contaminación de los suelos por agrotóxicos, la recolección predatoria de especies ornamentales, alimenticias o medicinales y reforestación con especies exóticas, dificultades en la demarcación e implementación de tierras indígenas y áreas protegidas, sistemas de manejo forestal ineficientes, así como inconsistencias en las metodologías de estudio, también son factores que influyen muy negativamente en la conservación de los bosques.
En 2010 habían sido registradas 330 especies invasoras en el país, que compiten agresivamente con especies nativas, al punto de colocar algunas en declive, y en 2012 el Brasil tenía 1.088 especies nativas amenazadas de extinción por la caza, pesca o recolección predatoria, pérdida o degradación de hábitats, polución y otros impactos que actúan de manera sinérgica a la deforestación, incluyendo los cambios climáticos. Solamente en la Mata Atlántica, el bioma más devastado, son más de 500 las especies en riesgo, algunas en peligro crítico. Siendo que todas las especies dependen de otras para sobrevivir, las pérdidas en la biodiversidad revierten negativamente sobre las florestas provocando degradación adicional, y generan perjuicios económicos y sociales.

## Impactos
Ha sido muy debatida la relación entre costes y beneficios económicos de la deforestación. Esa estimativa aún necesita de perfeccionamiento, ya que algunos aspectos aún no son bien cuantificables. Muchos estudios indican que la deforestación genera ganancias, pero según apreciación del Banco Mundial, en gran medida esos estudios son excesivamente mecánicos y simplistas, desconsiderando la multiplicidad de variables locales, humanas, sociales, culturales, que generan efectos indirectos y tendencias no previsibles por los modelos usados, y en general no tienen en cuenta los costes ambientales asociados, y por eso son de valor limitado. Otros apuntan que la deforestación nítidamente no significa mejora en las condiciones de vida para la población directamente afectada, y a veces acontece exactamente a la inversa.
A pesar de las incertidumbres sobre los costes finales que aún circulan en la prensa, ya se formó un gran consenso entre los mayores especialistas de que los perjuicios serán inevitablemente elevados y tendrán múltiples efectos secundarios. Dice el Banco Mundial, tratando del caso de la Amazonia, donde la creación de ganado tiene la mayor influencia: "Aunque desde el punto de vista privado la ganadería sea económicamente superior al manejo forestal sostenido, desde el punto de vista social el manejo forestal es bastante superior a la ganadería". Un análisis de Fernanda Cabral Santos, estudiando el desempeño de los diez municipios que más deforestaron entre 1985 y 1995 en las regiones sur y sudeste, reveló que "la mayor parte de ellos se caracteriza por presentar un empeoramiento, en términos relativos, de sus niveles de desarrollo". Los últimos años vienen haciéndose cada vez más frecuentes los estudios que tienen en cuenta el valor de existencia de los bosques y de la biodiversidad y la pérdida de servicios ambientales y de calidad de vida por la deforestación, aunque esos aspectos sean de difícil valorización económica, y ellos concluyen en general que la deforestación genera perjuicios no compensables significativos, a veces irreversibles. Analizando la relación coste-beneficio de los monocultivos de soja, uno de los más importantes productos de exportación de Brasil, al lado de la carne bovina, y causa de importante deforestación y otros problemas ambientales y sociales, como la polución por agrotóxicos y el éxodo rural, el investigador Enrique Ortega, de la Unicamp, concluyó: 

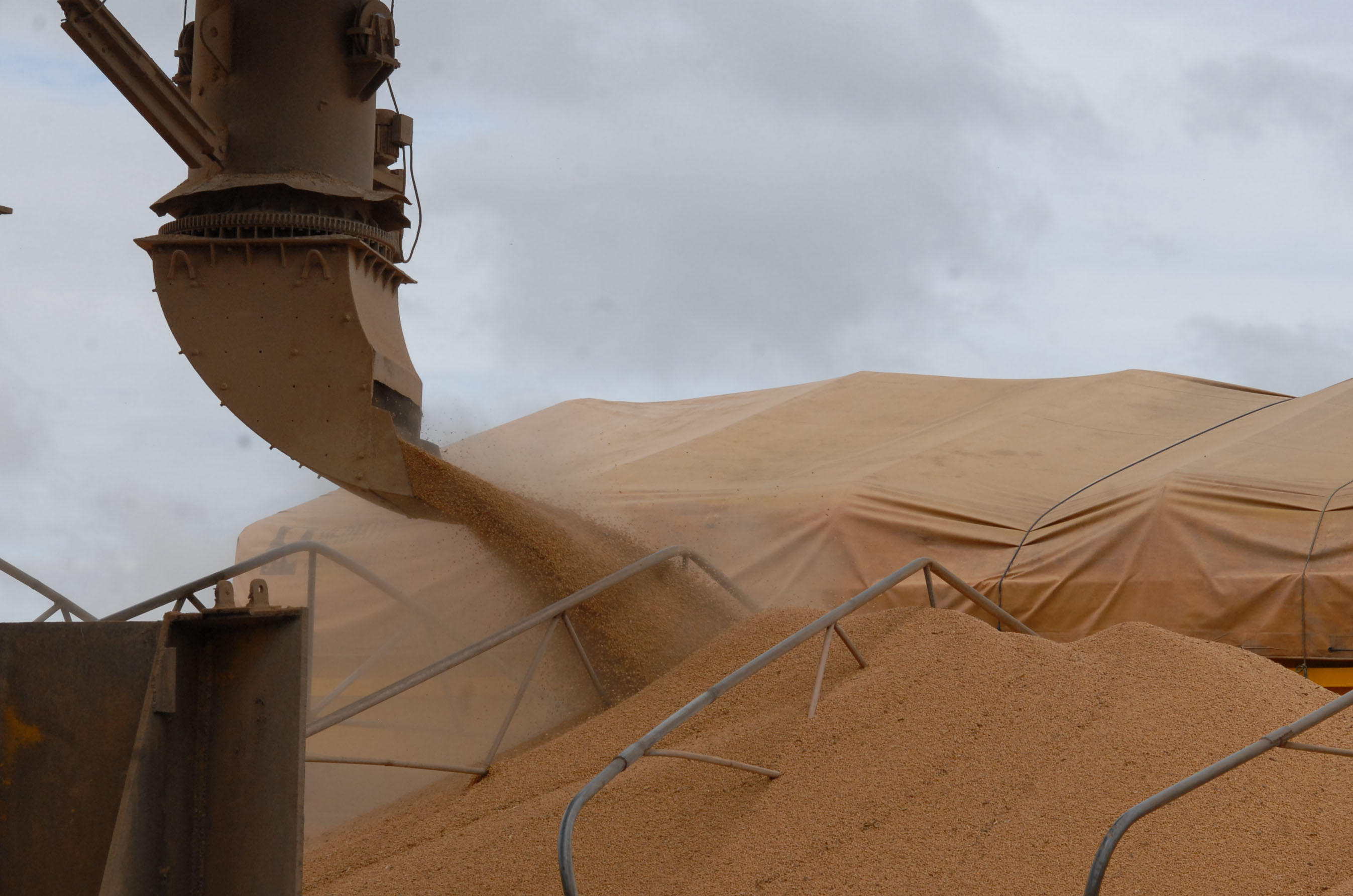
Soja brasileña para exportación.

"Los pequeños productores ecológicos y las empresas orgánicas tienen la mayor rentabilidad por unidad de área, generan empleo, conviven con el ambiente sin destruirlo, no dependen de insumos industriales, sus productos tienen mayor calidad y cuentan con una demanda de consumidores esclarecidos que optan por productos orgánicos y precio justo. Los ecológicos tradicionales usan más trabajo humano por hectárea, básicamente de la familia, de los vecinos y de trabajadores temporales, entonces, en un momento de gran necesidad de empleos y bajos recursos monetarios, la mejor opción es la pequeña propiedad familiar ecológica".
Analizando la situación general, el Banco Mundial declaró que "los costes ambientales, medidos local, nacional y globalmente, son tan elevados que hacen irracionales cualesquiera actividades causadoras de las deforestaciones". Se puede tener idea de la extensión de los perjuicios para el Brasil como consecuencia de la pérdida de sus bosques a partir de la estimativa global divulgada por Achim Steiner, Subsecretario general de la ONU y Director ejecutivo del Programa de las Naciones Unidas para el Medio ambiente. Él afirmó en 2010 que las pérdidas y degradación de bosques en todo el mundo pueden representar un perjuicio de 4,5 trillones de dólares anuales, que podría ser evitado con una inversión de sólo 45 mil millones, con uno retorno de 100 para 1.

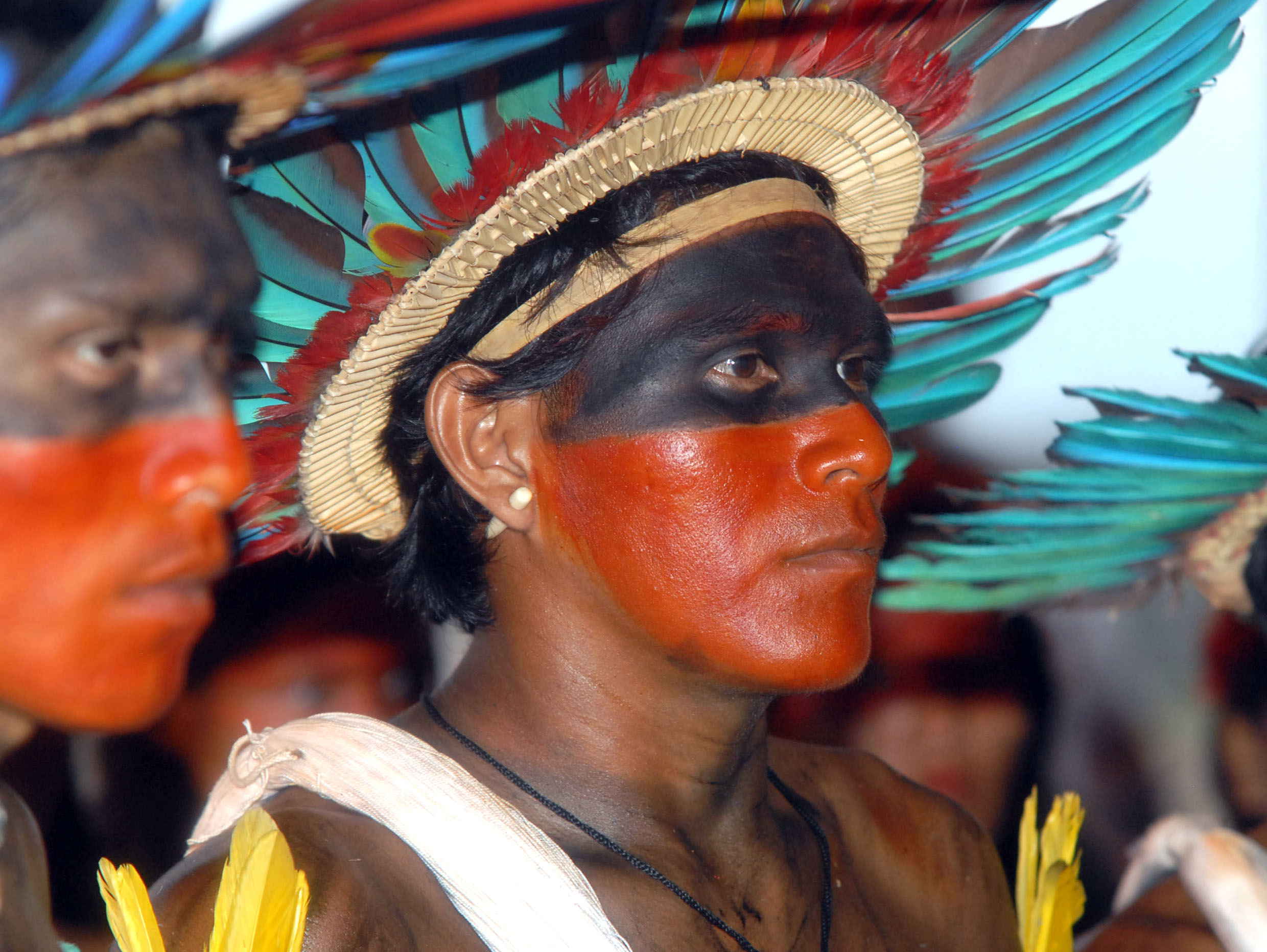
Indios Assurini. Ellos usan adornos típicos de las culturas nativas, confeccionados con materiales obtenidos de animales y plantas de las florestas, muchas de las cuales ya están amenazadas.

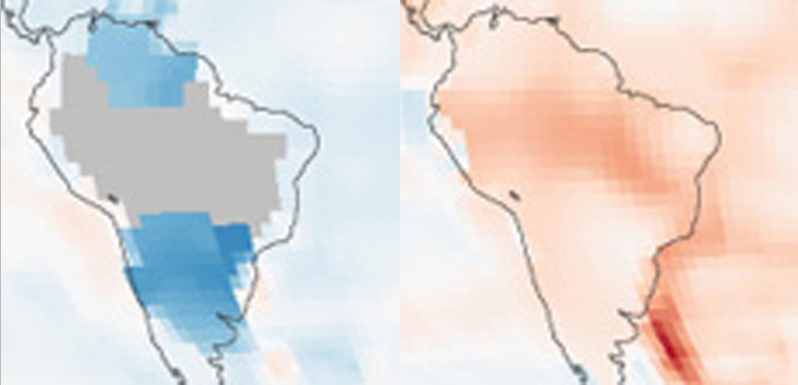
Temperaturas en la década de 1880 y 1980, comparadas a la media en el periodo entre 1951 y 1980. El interior de Brasil no tiene muchos datos disponibles del, generando más incertidumbre, pero en las áreas cubiertas por mediciones las diferencias climáticas son bien visibles.

También son apuntados significativos costes culturales, considerando que muchos pueblos indígenas y comunidades tradicionales dependen directamente de los bosques y las tienen como partes integrantes de su propia identidad cultural, siendo el origen de mitos, folclore y arte. Otros costes sociales se expresan en violencia contra la vida y el patrimonio. La deforestación, especialmente en la Amazonia, está asociada al trabajo esclavo, a éxodos forzados de poblaciones, a conflictos armados por la posesión de la tierra y a crímenes con muerte. Entre 1970 y 1993 se calcula que en 431 haciendas estudiadas cerca de 85 mil personas fueron esclavizadas en actividades directa o indirectamente conectadas a la deforestación. En el 18,3% de las haciendas denunciadas hubo asesinato de obreros, generalmente cuando intentaban escapar. En 2007 más de 2.600 familias fueron expulsas de sus tierras, y 19 personas fueron asesinadas en conflictos asociados. En 2012 el índice de violencia contra indios creció un 237% en relación con 2011, en crímenes generalmente asociados a la demarcación de tierras. Según el Consejo Indigenista Missionário, en los últimos diez años 563 indios fueron asesinados en el país. La Procuradora regional de la República en São Paulo, Maria Luiza Grabner, afirmó en 2012 que el país no cumple las determinaciones de la Organización Internacional del Trabajo, que exigen la consulta previa a los pueblos indígenas cuando el gobierno pretender implementar proyectos en sus tierras. Ella dijo que "esa es una de las mayores quejas de los pueblos indígenas. Los emprendimientos están aconteciendo, los proyectos de ley están siendo aprobados sin que exista una real consulta. Muchas veces, lo que ocurre es una comunicación, solamente informando que el proyecto será realizado, pero sin que sea construido un acuerdo". La solución del problema de las tierras indígenas tendrá importante efecto tanto para aquellos pueblos cuanto para la conservación de los bosques. De hecho, muchas de esas comunidades son consideradas ejemplos en manejo sostenible de los bosques. El Millennium Ecosystem Assessment declaró que los pueblos indígenas pueden ser tan efectivos para la preservación de los bosques cuanto su transformación en reservas ecológicas convencionales.
Para la mayoría de los científicos, las agresiones que los bosques brasileños vienen sufriendo probablemente desencadenarán efectos negativos importantes para el abastecimiento de agua y material de construcción, para la producción de energía, remedios y alimentos, para la seguridad social y para muchas otras áreas vitales de la economía, con efectos sobre el clima y el régimen de lluvias que deben repercutir también en escala global. Por sus vastas dimensiones, el Brasil con sus bosques es un componente de peso en el equilibrio ecológico de todo el planeta, y por eso la deforestación local ha sido foco de intenso estudio en las últimas décadas, especialmente en función de sus relaciones con el calentamiento global, ya que la deforestación figura entre las principales causas de emisión de gases de efecto invernadero, que generan la elevación de las temperaturas globales. El país es signatario del Protocolo de Kyoto, que persigue la reducción de las emisiones globales. El calentamiento global también intensifica la pérdida de bosques al desequilibrar el ecosistema, realimentando el ciclo. La Amazonia viene recibiendo particular atención en este aspecto. Según varios estudios, este bioma puede sufrir cambios en cerca de 40% de su área si la temperatura media global sube de 2 a 3 °C, con la sustitución del bosque de sabana, aunque esos cambios serán desiguales, más intensos en el nordeste y sur de la Amazonia. También se cree en la extinción del 43% de 69 especies arbóreas estudiadas hasta el año de 2100, con repercusiones adicionales en términos de extinciones de animales, amplias redistribuciones de otras especies y riesgo aumentado de incendios y sequías. Otros estudios indican pérdidas aún más graves, previendo la desertización de una vasta parte de la Amazonia hacia el 2100. Los otros biomas también deben sufrir efectos del calentamiento, perdiendo área y especies. La desertificación en Brasil ha contribuido con importantes emisiones de gases e efecto invernadero. En 2003 el país emitió 1,76 gigatoneladas de carbono a la atmósfera debido a las pérdidas forestales, pero a través de una mejor monitorización, acciones del sector privado y una aplicación de la ley más rigurosa, desde entonces la tasa fue grandemente reducida, llegando en 2012 a una emisión de 0,428 gigatoneladas. La reducción colocó al Brasil en una posición de líder en la conservación de bosques, recibiendo muchos elogios internacionales. Por otro lado, tras 2012 las pérdidas forestales volvieron a crecer aceleradamente, en especial a partir de la aprobación del Nuevo Código Forestal, considerado en muchos aspectos un retroceso en relación con el código anterior, y en todos los otros sectores (industria, servicios, transportes, producción de energía, etc) las emisiones de gases de efecto invernadero aumentaron y las previsiones más sólidas indican que deben continuar subiendo los próximos años.

## Monitorización
El Brasil desde el final de la década de 1970 monitorea su cobertura forestal con imágenes de satélite usadas por el Instituto Nacional de Investigaciones Espaciales (Inpe). El Ministerio del Medio ambiente, en asociación con varios órganos, organiza los datos en el Proyecto de Monitorización de la Deforestación de los Biomas Brasileños por Satélite (PMDBBS), ocupando al Centro de Detección remota (CSR) del Ibama la detección de las deforestaciones. La información sobre la tasa de deforestación es importante para planear acciones de combate a la deforestación en escala regional. Pero, sólo informaciones sobre la tasa de deforestación son insuficientes para la monitorización y control de la deforestación en escala local - es también necesario saber donde ocurrió la conversión forestal y acompañar las tendencias de la deforestación. En 2003, el Inpe llegó a poner a disposición los mapas de deforestación de la Amazonia para toda la sociedad.

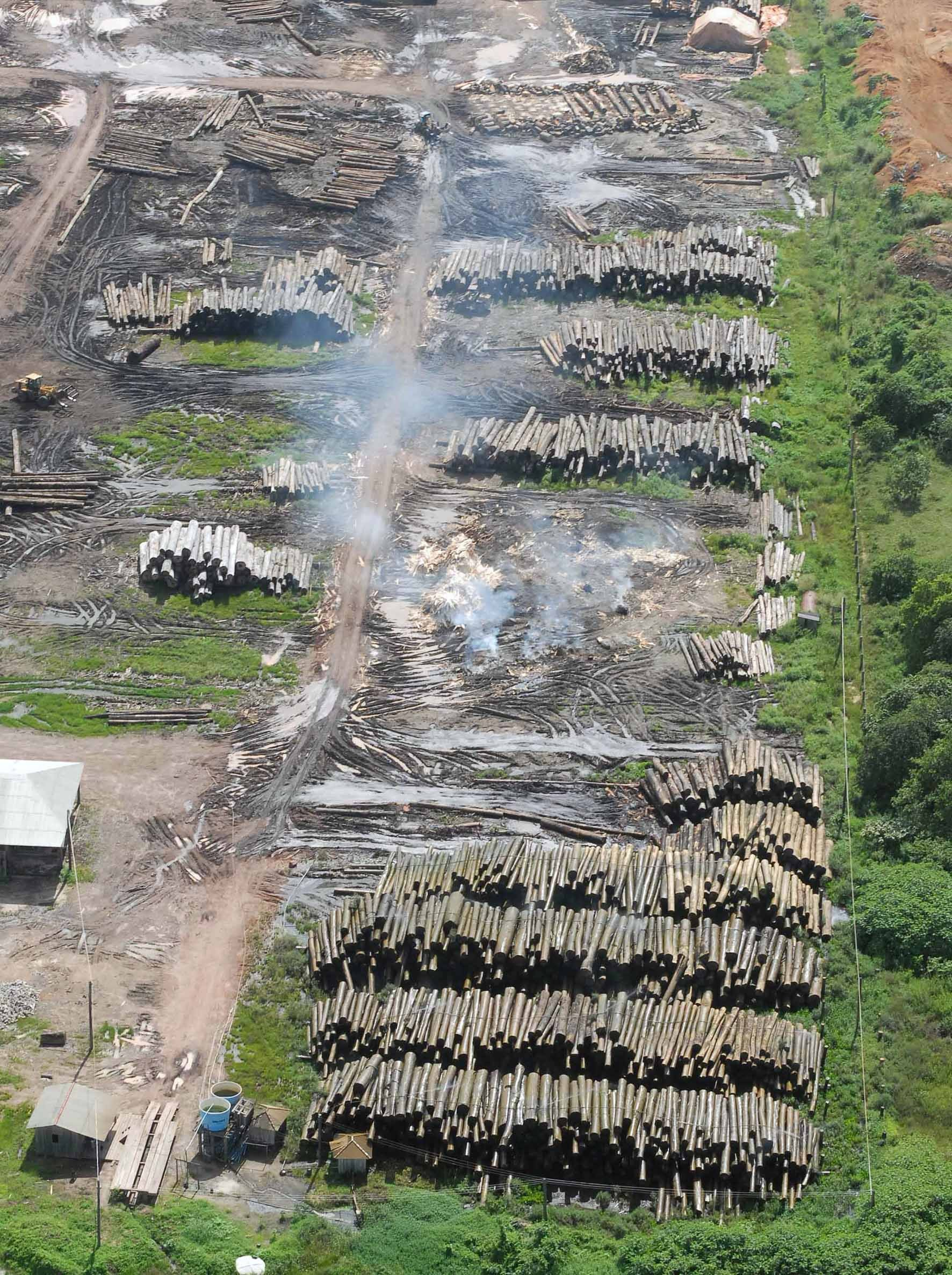
Madera de deforestación irregular

Hay, sin embargo, concreciones que necesitan ser hechas en los datos suministrados por el Inpe. Primero, la escala de mapeamiento de 1:250.000, no permite mapear con detalles fragmentos de bosques y áreas deforestadas menores de 6,25 ha. Segundo, áreas de explotación maderera y de bosques quemadas no son mapeadas. Por último, la liberación de los datos está temporalmente desfasada, por lo menos tras un año después de que las áreas hayan sido deforestadas. Este desfase también limita las acciones de control de la deforestación. Ha habido también divergencias en lo que debe ser considerado deforestación. En el caso del Estado del Acre, por ejemplo, áreas de bosque ricas en bambú ya fueron clasificadas como áreas deforestadas lo que llevó a sobrestimar la tasa anual de deforestación en 2003. Los problemas descritos arriba han estimulado la os Estados de la Amazonia a desarrollar sus propios programas de monitorización forestal, como es el caso de los estados del Mato Grosso y Acre. En consonancia con Carlos Souza Jr. investigador sénior del Instituto del Hombre y Medio ambiente de la Amazonia (Imazon),
"La ciencia ha madurado desde hace más de dos décadas para monitorear la deforestación. Pero, aún tenemos grandes desafíos en la vigilancia de la degradación forestal de la Amazonia, porque existen varios niveles de deterioro, entre ellos el corte selectivo y el fuego y extracción maderera recurrentes, además de explotación de bajo impacto, mecanizada o no, más difícil de detectarse por satélite. El gran desafío es hacer que el satélite distinga esos diferentes tipos de degradación. La tecnología ya es económicamente accesible y existen varios datos de satélites de dominio público. El Brasil tiene sistemas operativos propios desde el fin de la década pasada: el Prodes y el Detener, ambos del Inpe. Son bastante confiables y tienen reconocimiento internacional. En 2006, el Imazon creó el Sistema de Alerta de Deforestación (SAD), que monitorea carreteras y explotaciones maderera".
Recientemente el Inpe enfrenta una seria crisis que perjudica el cumplimiento de sus funciones. Gilberto Cámara, su antiguo director, pidió su baja en 2012 y dejó el cargo protestando contra la falta de condiciones mínimas de trabajo. En entrevista dada en 2013, él dijo:
"Hay una parálisis total en las decisiones. La dificultad para hacer licitaciones es enorme; todos los pliegos del CBERS (Satélite Campana-Brasileña de Recursos Terrestres) están siendo hechos por la Agencia Espacial Brasileña, porque la Abogacía General de la Unión (AGU) dijo que el Inpe no puede contratar más para el programa CBERS. Y hay varios proyectos con recursos externos que el Inpe no consigue ejecutar, porque la AGU dice que es ilegal para el Inpe recibir recursos de terceros – por ejemplo, de  Petrobras, del BNDES o del Fondo Amazonia. Entonces está todo parado, esperando no sebe qué. La institución no trabajar ya para producir resultados, trabaja para agradar a la AGU.... Los servicios continuarán siendo prestados, porque aún hay una inercia institucional muy grande, pero no podrán ser mejorados, porque los medios necesarios para mejorarlos no son dados. La previsión del tiempo no va a dejar de ser hecha, pero la capacidad del Inpe de mejorar continuamente esa previsión está comprometida. Lo mismo vale para la monitorización de la Amazonia: no se va a acabar, pero no va a mejorar. En resumen, el sistema está agusanado. El gobierno invirtió mucho en nuevas universidades y en  Ciencia sin Fronteras, pero el hecho de no haber tenido el coraje de invertir en el cambio del sistema es desastroso para el País".

## Perspectivas

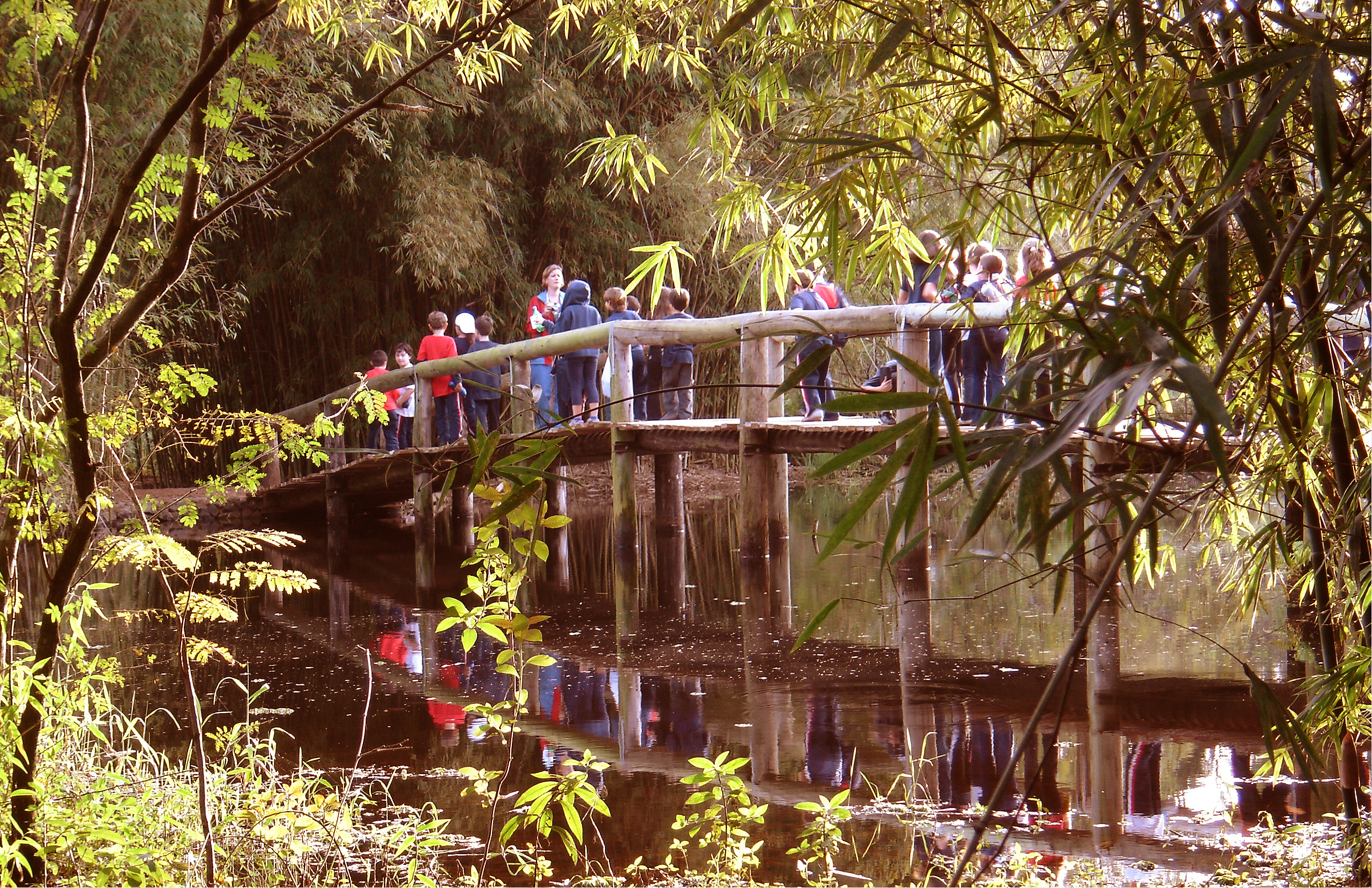
La educación ambiental es considerada un factor clave para asegurar un futuro sostenible, dada mientras más pronto, mejor. En la foto, escolares del nivel primario siendo instruidos en el Jardín Botánico de Porto Alegre.

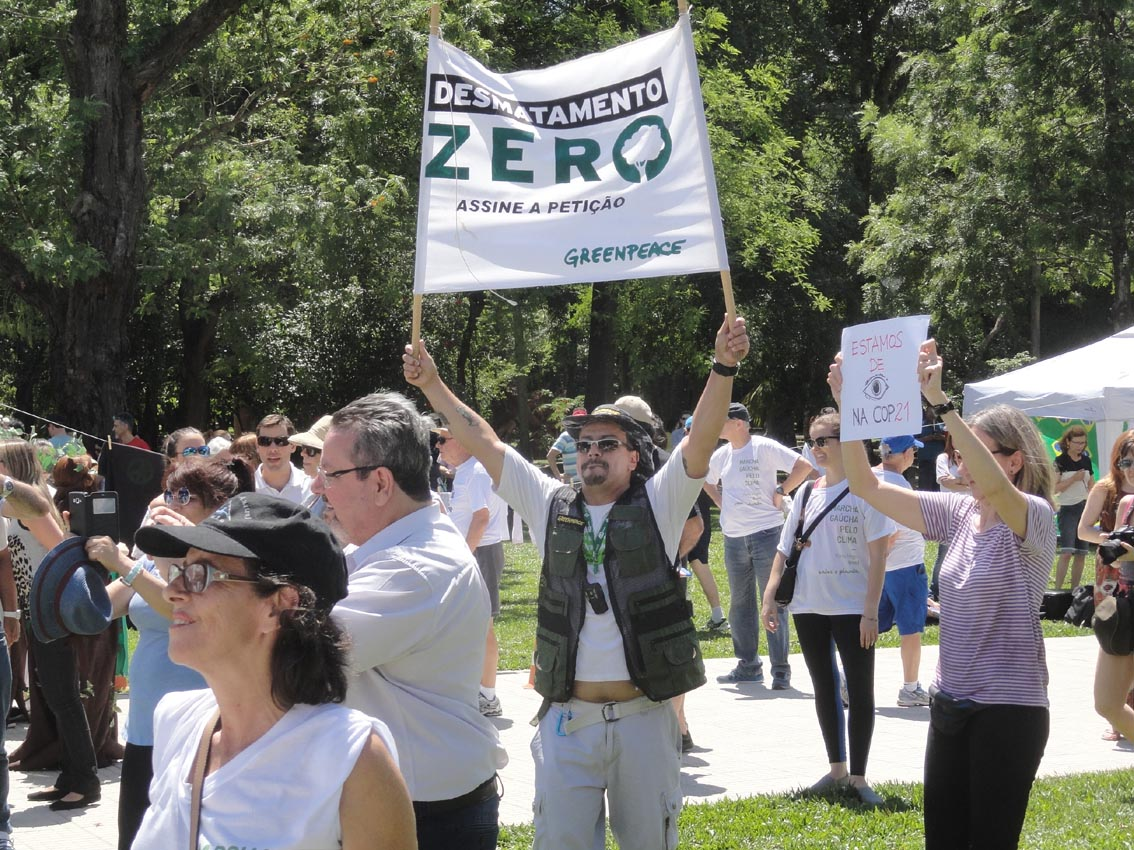
Voluntario de Greenpeace en la campaña Desmatamento Cero, durante la Marcha Gaúcha Por el Clima de 2015.

El escenario futuro aún es incierto, pero hay muchas razones de preocupación a partir de las múltiples evidencias que atestiguan la baja eficiencia general en el uso de los recursos naturales y la gran devastación que ya alcanza todos los biomas, colocando en peligro de extinción centenares de especies, destruyendo paisajes únicos, perjudicando la salud, la seguridad y el bienestar de todos los brasileños y amenazando la garantía de un futuro para las próximas generaciones que sea deseable de vivir. Si las actuales tendencias continúan, sin cambios profundos en el sistema económico y político, en la valoración de la naturaleza por sus servicios y también por sí misma, finalmente, en la mentalidad y en la cultura predatoria e inmediatista predominante, el Brasil del siglo XXI, conforme evaluó el investigador del CNPq Eduardo Viola, "será una sociedad de la información globalizada segmentada, continuadora de la sociedad industrial agraria de altas asimetrías . Sin embargo, existe suficiente incertidumbre sistémica para que (los próximos años) nuevos acontecimientos mundiales y transformaciones en la cultura política y en el peso relativo de los sectores sociales en la sociedad brasileña, puedan llevar a una redefinición". Para que este cambio ocurra, será fundamental un amplio trabajo de reeducación de los hábitos de consumo y formas de pensamiento de la población en dirección a un modelo de desarrollo sostenible, ya que esos factores son la causa básica del problema; además de eso, en un país democrático las decisiones más altas necesitan, en último análisis, del beneplácito del pueblo, y si la situación de hoy y de mañana es preocupante, es en esencia debido al consenso de una sociedad que aún no está bien informada sobre los efectos de sus actos, especialmente a largo plazo, y tiene otras prioridades delante de sí.
Los estudios más actualizados hechos sobre el caso de Brasil no son aislados, se alinean a estudios globales hechos en las décadas recientes por vastos equipos de científicos, amparadas por entidades prestigiosas como la ONU y las mejores academias del mundo, y considerados los más punteros sobre la deforestación, y en general sus conclusiones son semejantes. Muchos científicos brasileños en verdad dan significativa contribución con sus investigaciones para esas síntesis globales, como lo 4º Informe del IPCC sobre Cambios Climáticos y la Convención sobre la Biodiversidad, que entre otros tópicos analizan la deforestación y sus impactos a escala global y sus posibles repercusiones regionales a partir de datos ya consolidados transmitidos por los gobiernos y por grupos independientes de investigación. Esos mismos estudiosos que critican el actual modelo socioeconómico también dicen que aún habiendo muchísimo aún que progresar, las señales de un cambio para la sustentabilidad ya son visibles, y que hay razones igualmente para el optimismo a partir del éxito de incontables casos puntuales en varios frentes de abordaje del problema y del creciente interés popular por él. En 2015  Greenpeace entregó al Congreso Nacional un proyecto de ley para prohibir completamente la deforestación, resultado de la campaña Desmatamento Cero, que obtuvo la firma de más de 1,4 millón de personas.

## La deforestación en los diferentes biomas

### Amazonia

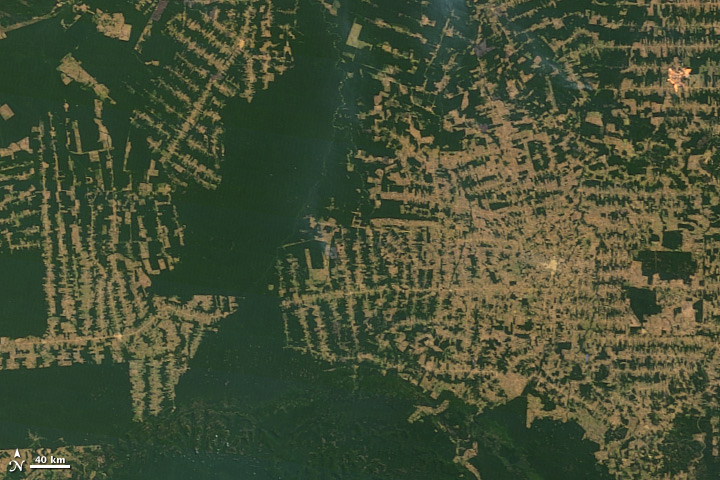
Desmatamento en Rondônia.

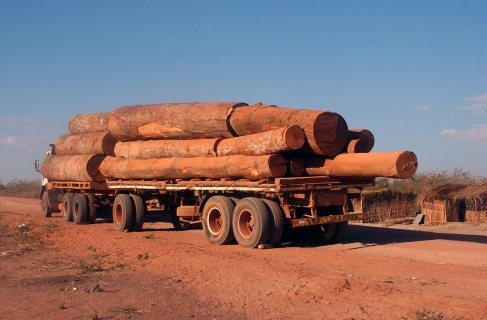
Retirada ilegal de madera de la reserva indígena en el Mato Grosso.

La Amazonia brasileña abriga aproximadamente un tercio de los bosques tropicales del planeta y ocupa un 65% del país , con un área de aproximadamente 4,1 millones de kilómetros cuadrados que está entre las más ricas en biodiversidad. La deforestación es una de las intervenciones humanas que más perjudica la sustentabilidad ambiental en la región, y casi la mitad de ella es realizada de forma ilegal. Las principales causas regionales son la crianza de ganado, monocultivos, obras de infraestructura, actividades madereras y el robo de tierras. En la región amazónica ya fueron removidos el 17% de los bosques primitivos. Además de eso, extensas áreas del bioma abrigan florestas empobrecidas y degradadas por quemas y explotación maderera predatoria.
En consonancia con Barreto et alii, el 47% del bioma Amazonia estaba bajo algún tipo de presión humana en 2002, de los cuales el 19% representaban presión consolidada (deforestación, centros urbanos y asentamientos rurales) y el 28% presión incipiente (medida por la incidencia de focos de calor). Los gastos de la gestión ambiental representaron sólo el 0,3% (R$ 96 millones) de los gastos presupuestarios públicos de los Estados de la Amazonia Legal en 2005. En contraste, los gastos presupuestarios para el medio ambiente de toda la Amazonia fueron ocho veces inferiores a los gastos efectuados por el Estado de São Paulo en 2005.
La deforestación pasó del 10%, en 1990, alcanzando el 17% en 2005. Entre 1990 y 2006, el área deforestada anualmente continuó siendo grande, subiendo una media de 16 mil kilómetros cuadrados, en la década de 1990, hasta aproximadamente 20 mil km² entre 2000 y 2006. La mayor deforestación registrada en la región ocurrió en 1995 (29,1 mil km²). En 2004 fue registrado la segunda mayor deforestación de su historia, perdiéndose 27,4 mil km². En 2005, el área perdida fue de 18,8 mil km², lo que representó una caída de más del 30% en relación con el año anterior. En 2006 fue registrada una caída aún más relevante, con 13,1 mil km². Entre 2005 y 2010 la tendencia continuó siendo de caída, reduciendo el 63% de sus pérdidas en todo el país. En 2012 el Instituto Nacional de Investigaciones Espaciales (Inpe) anunció la menor deforestación de la historia: de agosto de 2011 a julio de 2012 fueron deforestados 4.571 km², una caída del 29% en relación con el periodo anterior. En los últimos cinco años, el Mato Grosso fue el campeón de la deforestación en la región.
Según el Instituto del Hombre y Medio ambiente de la Amazonia (Imazon), la reciente tendencia de caída en la deforestación fue drásticamente revertida. El Inpe confirmó el aumento en 2013, informando que la deforestación en mayo creció casi cinco veces en relación el año anterior, pasando de 98,85 km² hasta los 464,96 km². Datos divulgados en julio de 2013 revelan que la escalada en las pérdidas continúa. Entre agosto de 2012 y junio de 2013 la deforestación acumulada llegó a 1.885 km², el 103% de más en relación con el periodo anterior. La degradación de las florestas también aumentó dramáticamente, con más del 1.000% en relación con el periodo anterior. De 1997 a 2013 el área total perdida fue de 248 mil kilómetros cuadrados. En enero de 2015 hubo un aumento en las pérdidas del 169% en relación con enero de 2014, y las áreas degradadas se expandieron en un 1.116%. Actualmente la mayor tendencia es la deforestación especulativa, que se verifica más acentuadamente en el oeste del Pará y sudeste del Amazonas. En palabras de Adalberto Veríssimo, uno de los investigadores del Imazon,
"Es gente que tala con la expectativa de que en una hora va a conseguir regularizar la tierra y venderla.... Prácticamente, no se ve otra deforestación que la de quien está en la cadena productiva y quiere aumentar su área para plantar o poner ganado. En esos casos, los mecanismos de mando y control del gobierno han funcionado. Pero el gobierno va a tener que cambiar la estrategia, tal vez dejar claro que esas áreas deforestadas para especulación no van a ser nunca regularizadas. Ahí crea un perjuicio y puede ser que la práctica  se detenga".
En un estudio, el Instituto Socioambiental afirmó que el problema tiene raíces antiguas y dramáticas repercusiones sociales:
"Desde el inicio del siglo XX, sucesivas legislaciones exigían que el dueño que requiriera la legalización de su tierra demostrara su posesión efectiva con una vivienda o actividad agropecuaria. Durante décadas, por lo tanto, el procedimiento de apertura del área para comprobar la legitimidad de esas reivindicaciones fue práctica común.... Entre el 40 y el 45% (del territorio de la Amazonia) son tierras públicas. La existencia de un inmenso stock de tierras sin propietarios privados reconocidos legalmente y la imagen de que la Amazonia sería una frontera abierta a la ocupación dio origen, a lo largo de los últimos 30 años, a la actuación de bandas especializadas en la apropiación ilegal de las tierras públicas en la región. A partir de ahí, un abanico variado de todo el tipo de ilícitos inmobiliarios pasó a ser usado para transformar simples documentos de posesión, contratos de arrendamiento o de concesión de uso de áreas de algunas pocas hectáreas, en títulos de propiedad, válidos en la apariencia, de latifundios gigantescos, algunos del tamaño de países de Europa. Generalmente, los esquemas montados por esos grupos incluyen desde la acción de pistoleros y matones, pasando por la corrupción policial, de operarios de los órganos catastrales, la protección de políticos y empresarios, hasta inversiones de grandes empresas".

### Cerrado
El Cerrado es el segundo mayor bioma brasileño, cubriendo el 25% del territorio nacional. Ocupa una región más seca que la Amazonia, con vegetación más baja y dispersa, configurando un tipo de sabana, pero con grandes recursos hídricos subterráneos. Es también la sabana más rica en biodiversidad del mundo, con alto grado de endemismos. El 33% de la biodiversidad brasileña está allí. Originalmente ocupaba 2.039.386 km², pero actualmente su área se ha reducido hasta poco más del 50% del que fue. Hasta 2009 habían sido deforestados 983.348 km², y entre 2002 a 2008, perdió 85.075 km², lo que equivale a 4,17% del área legal del bioma.

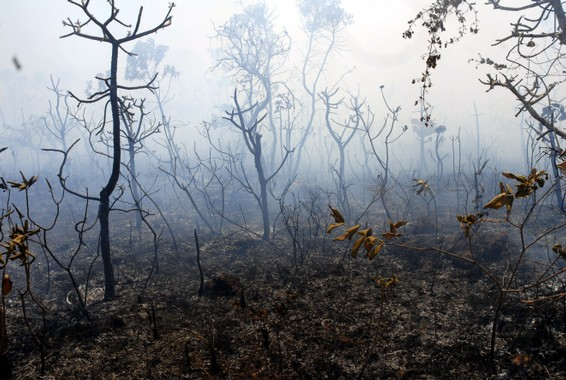
Quemada en área del cerrado en el parque nacional de Brasilia.

Es el segundo bioma más depredado de Brasil, después de a Mata Atlántica, desapareciendo principalmente por el uso agrícola de la tierra, siendo conocido desde la década de 1970 como la "nueva frontera agrícola" de Brasil, con grandes plantaciones de soja y caña de azúcar, principalmente. Sin embargo, son tierras relativamente pobres que exigen altas inversiones y tecnología para dar producción. La búsqueda de madera, la pecuaria y la urbanización también son factores importantes. Solamente el 7,44% de su área está protegida. De esta pequeña área, solamente el 2,91% es de protección integral. Su desaparición está prevista para dentro de sólo veinte años si el ritmo de deforestación continua inalterado. Su pérdida traerá importantes consecuencias para la biodiversidad, y costes sociales.
Del Cerrado dependen el Pantanal matogrosense y varios otros sistemas forestales, además de incontables comunidades, pues allá están nacientes que alimentan las tres mayores cuencas hidrográficas de Sudamérica: Amazónica/Tocantins, San Francisco y Plata. En 2007 se inició la monitorización por satélite, a cargo del Inpe, que expandió el programa también para la Mata Atlántica, la Caatinga, el Pantanal y la Pampa.
En 2011 el Ministerio del Medio ambiente anunció que entre 2009 y 2010 hubo una reducción del 15,3% en la deforestación en relación con el periodo de 2008-2009. El Maranhão fue el estado con mayores pérdidas. Sin embargo, se registró alta incidencia de quemadas, aún en áreas protegidas, con un caso dramático en el parque nacional de Brasilia, que tuvo el 75% de uno de sus cuatro módulos destruido por un fuego criminal.

### Mata Atlántica
La Mata Atlántica cubría originalmente 1.315.460 km² en 17 estados brasileños, avanzando por tramos de la Argentina y Paraguay. Es una de las regiones del mundo con mayores índices de biodiversidad, presentando alto grado de endemismos. Fue declarada Patrimonio de la Humanidad por la Unesco y Patrimonio Nacional por el gobierno brasileño, siendo protegida por una extensa legislación, incluyendo el tombamento en algunos estados. No obstante, es una de las florestas más amenazadas del planeta. El total de las pérdidas históricas acumuladas en este bioma supera el tamaño de toda la región Sudeste de Brasil.

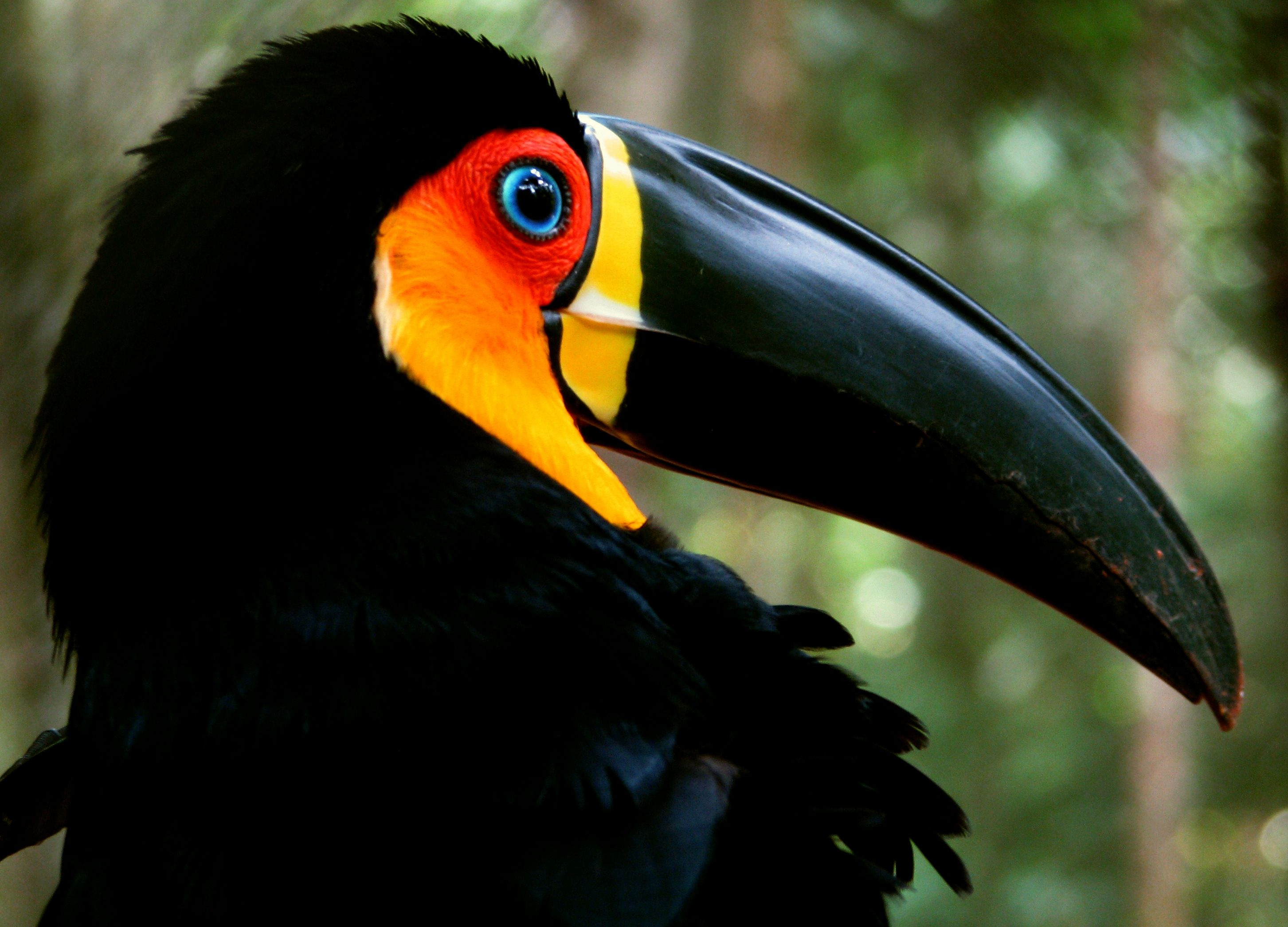
Tucán de pico negro es un ave típica de la mata atlántica.

Se localiza en el rango más populos de Brasil, sufriendo presión intensa, está extremadamente fragmentada y por lo menos 510 de sus especies están amenazadas de extinción. Centenares de otras pueden estar ya extintas regionalmente, por la caza y pesca predatorias, polución, degradación de hábitats, conversión de la tierra a la agricultura y otros factores. Existen muchas reservas protegidas, pero buena parte de ellas no tiene fiscalización suficiente, o son pequeños fragmentos supervivientes en áreas muy modificadas y densamente urbanizadas, y no poseen pasillos ecológicos para intercomunicación, ofertando bajas condiciones de preservación adecuada de sus especies, especialmente las más vulnerables.
La monitorización de las pérdidas fue iniciada en 1985, y desde entonces fueron deforestadas casi dos millones de hectáreas. El Estado de S. Paulo posee los mayores tramos remanentes, concentrados en regiones de difícil acceso de la Sierra del Mar; probablemente fue lo que los salvó de una destrucción generalizada. Hoy sólo restan el 8,5% de la Mata Atlántica original en áreas por encima de 100 ha. Contándose fragmentos más pequeños, el área total llega al 12,5%.
Tras registrar una tendencia de caída entre 2008 y 2010, a Mata Atlántica volvió a presentar un índice ascendente de deforestación entre 2011 y 2012, perdiéndose 23.548 hectáreas, prácticamente todo en Minas Gerais, donde la madera es usada para alimentar los hornos de la siderurgia. El estado era campeón en el desmatamento de la Mata hace cuatro años, y fue denunciado junto al Ministerio Público, descubriéndose irregularidades. Empresas privadas también fueron indiciadas. Los datos son de la ONG SOS Mata Atlántica y del Inpe.

### Caatinga

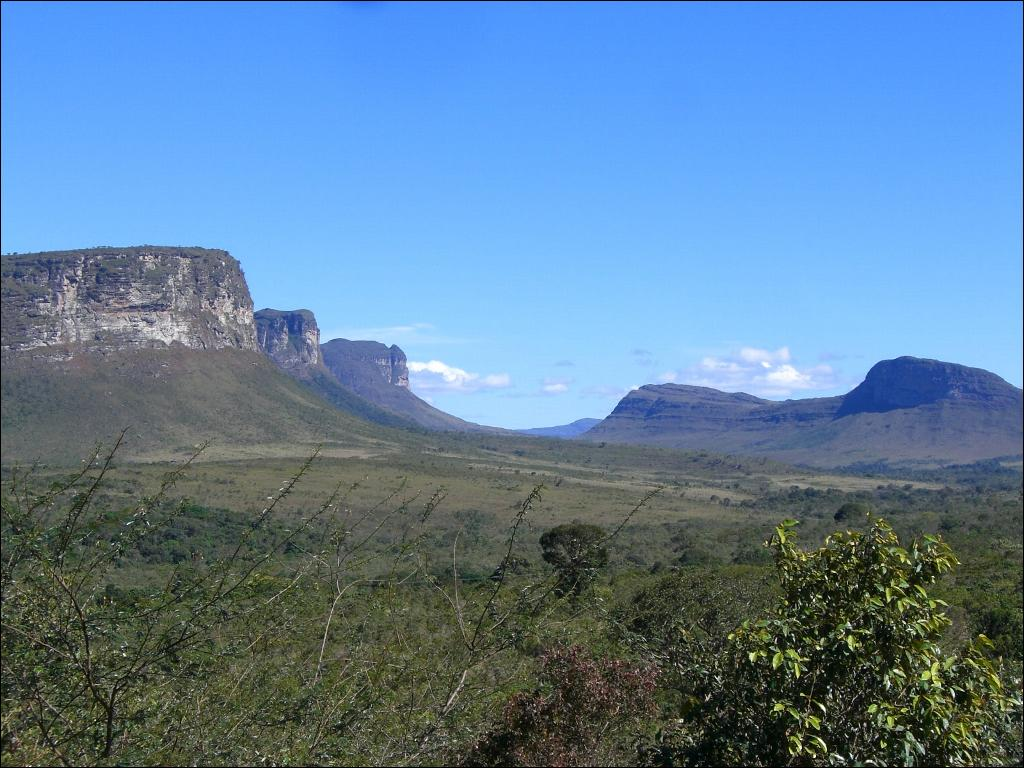
La Caatinga en la Chapada Diamantina, Bahía.

Único bioma exclusivamente brasileño, la Caatinga se caracteriza por el predominio de vegetación arbustiva y caducifolia adaptada a las condiciones de baja precipitación de lluvias y altas temperaturas. Su área es controvertida, y los datos varían conforme los criterios utilizados. El programa de monitorización por satélite del gobierno indica dos valores: 826.411,23 km² (datos del CSR/Ibama de 2008-2009, el valor más usado) y 844.453 km² (datos del IBGE de 2004). Otras fuentes dan datos diferentes, que varían de 734.478 km² a 925.043 km². El bioma tiene alta variabilidad climática intrazonal e interanual y periódicamente sufre sequías intensas. Durante mucho tiempo la Caatinga fue considerada una región homogénea y de escaso interés biológico, pero investigaciones recientes vienen demostrando el error de aquella visión, revelando casi mil especies vegetales ya identificadas y centenares de animales, muchas de ellas endémicas, viviendo en ecosistemas muy diferenciados, siendo lo más diversificado de los ambientes semiáridos del mundo.
Según la investigadora Edneida Rabelo Cavalcanti, entre las principales amenazas que sufre están "la agricultura de corte y quema — que convierte, anualmente, remanentes de vegetación en cultivos de ciclo corto —, el corte de madera para leña, la caza de animales y la continua remoción de la vegetación
para la cría de bovinos y caprinos, (que) han llevado al empobrecimiento ambiental, en gran escala, de la Caatinga". Otras amenazas vienen de la minería, del agotamiento de manantiales y de la salinización del suelo por el riego apenas planeado. El principal factor reciente de destrucción, según el Ibama, es la retirada de madera para producción de carbón. Son especialmente vulnerabais las cuencas de los ríos San Francisco y Parnaíba, el entorno del açude Orós, el polo yesífero de Pernambuco/Piauí y cuencas sedimentarias sobre acuíferos subterráneos.
La Caatinga está ocupada por una población de más de 20 millones de personas que en buena parte está entre la más pobre e iletrada del país, predominando visiones retrógradas y predatorias sobre el uso de los recursos naturales. Posee áreas de suelos muy fértiles, pero que son particularmente frágiles y sensibles a la erosión y a la desertización. En las palabras de la investigadora Vanderlise Giongo, "estudios también demuestran que la Caatinga es el tercer bioma brasileño más modificado por el hombre, sobrepasado solo por la Mata Atlántica y por el Cerrado". Datos del Ministerio del Medio ambiente de 2008 indican que 80% del bioma ya fue alterado en alguna extensión y solamente el 7% está protegido en unidades de conservación; sólo el 1% de las unidades es de protección integral. Hasta 2009 el 45,6% de la Caatinga había desaparecido completamente. Entre 2002 y 2008 se perdieron 14.113,59 km², a un ritmo de 2.352,26 km² al año, presentando, sin embargo una leve tendencia de caída en el ritmo, que pasó al 0,23% entre 2008 y 2009, en relación con el 0,28% al año del periodo 2002-2008. Entre 2008 y 2009  Bahía, el Ceará y el Piauí respondieron por el 77% de la tala total en el período.

### Pampa

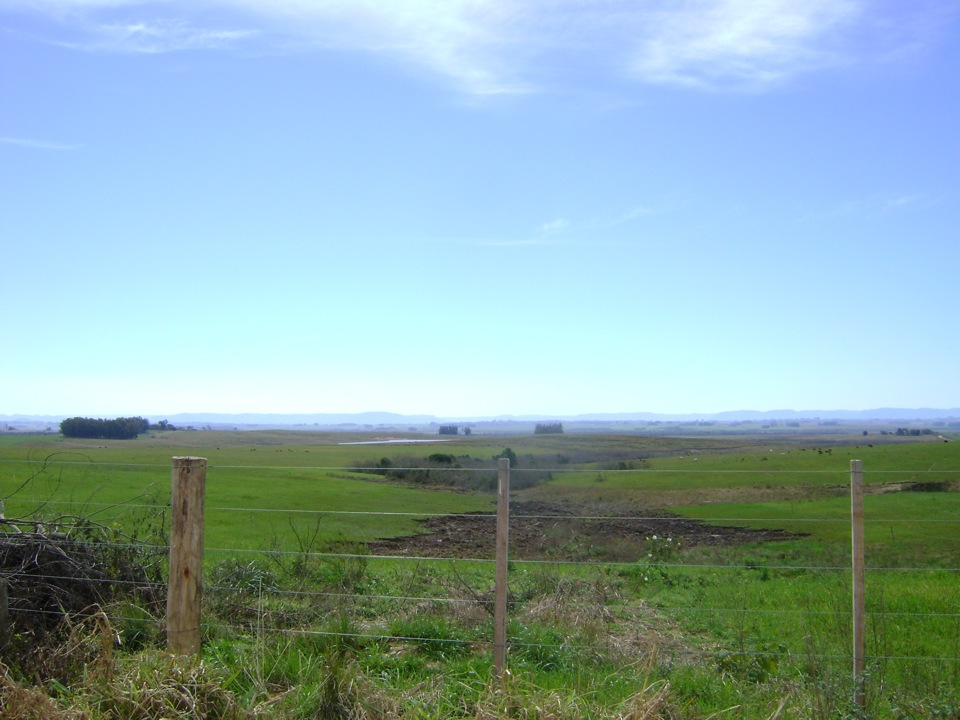
Tramo de pampa en el Paso del Verde, mostrando señales de degradación del suelo.

Encontrado sólo en la mitad sur del estado del Río Grande del Sur, sobre una gran llanura con ondulaciones suaves y sierras bajas, el Pampa es un bioma donde predominan los campos secos con vegetación rastrera y subarbustiva, con áreas de sabana y matas ciliares. En tierras altas hay pantanos y campos húmedos. Su clima es cálido en el verano, pudiendo llegar la temperaturas de 35 °C, y frío en el invierno, registrándose marcas negativas varias veces todos los años, con heladas fuertes y hasta precipitación (rara) de nieve. Su biodiversidad no es vasta, pero es significativa, poseyendo muchas especies endémicas.
Tiene suelos poco fértiles y frágiles, susceptibles a la erosión, asentados en sedimentos de arenisca y apenas protegidos por cobertura vegetal muy rala, y está siendo profundamente modificado por la acción humana. Su área original era de 177.767 km², pero ya perdió 54% de ella. Entre 2008 y 2009 desaparecieron 2.183 km², 1,2% del total, registrándose una tasa media anual del 0,2% de deforestación. La agricultura mecanizada, la ganadería y los extensos monocultivos de eucaliptos y abetos exóticos para producción de celulosa son los mayores causantes de degradación y pérdidas. Otra severa amenaza es la desertización, derivada de la mala gestión del suelo. Marcos Palombini, que fue director-presidente de la Fundación Provincial de Investigación Agropecuaria (Fepagro), dijo que el estado tiene 1,4 millón de hectáreas propensas a la desertificación en la frontera oeste, donde domina la Pampa, y que el 25% del área sensible ya se había visto comprometida a causa de este problema.

### Pantanal

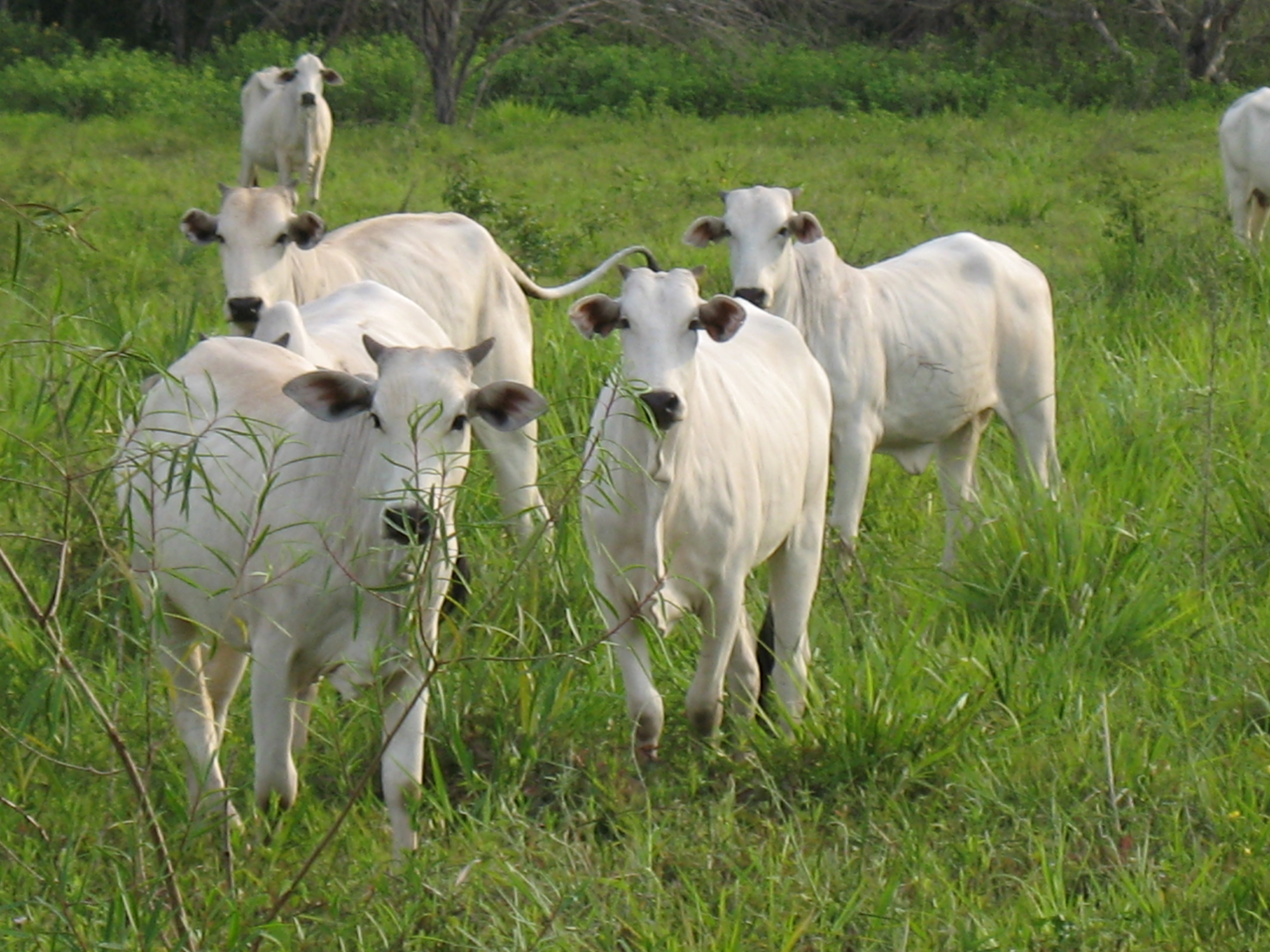
Ganado en el pantanal. La crianza de ganado es la mayor amenaza a este bioma.

El Pantanal matogrosense es una región de inundaciones periódicas y vegetación caracterizada predominantemente como sabana estépica inundada, con suelos arenosos. Es una de las áreas húmedas más ricas en biodiversidad del mundo, habiendo sido declarada Reserva de la Biosfera y Patrimonio Mundial por la Unesco. Tiene un área de 151.313 km², que se extiende por terrenos diversificados, formando ecosistemas distintos.
El bioma sufre gran presión de la ganadería. La agricultura no es en general favorecida a causa de los suelos pobres, pero en ciertos tramos  también causa muchos estragos, especialmente los monocultivos de soja, maíz y arroz, con mal manejo del suelo, uso excesivo de agrotóxicos y agotamiento de manantiales. Otras amenazas graves nacen de la erosión, agradación de ríos y lagos, proyectos hidroeléctricos mal planeados, urbanización, minería, caza y pesca predatorias, retirada de madera para producción de carbón e invasión de especies exóticas.
Hasta 2008 había sido deforestado el 15,18% del Pantanal. Entre 2002 y 2008 la tasa de deforestación fue de 713 km² al año. Se nota, sin embargo, una tendencia de reducción de este ritmo, como fue anunciado en 2012. Aunque sea el bioma mejor preservado en general, está en gran peligro, pues las mayores nacientes que suministran todo el vasto sistema hidrológico de la región están en la zona más impactada, las tierras altas, que acusan una deforestación regional de casi el 60%.